# Alternativ behandling
Alternativ behandling, også kaldet alternativ medicin, har ingen klar definition, men beskrives som behandlingsformer hvis virkning enten er direkte tilbagevist, ikke påvist, umulige at bevise eller er overdrevent skadelige i forhold til deres gavnlige effekt, men som påstås at have den samme helbredende effekt som medicin.
For de i dag kendte alternative behandlinger, er der enten ikke påvist en effekt, eller det antages at behandlingerne er så meget dårligere end konventionel behandling, at det vil være uetisk at tilbyde dem som erstatning for den konventionel behandling. I andre tilfælde er behandlingerne ikke plausible, da de bygger på påstande, der strider imod naturlovene. Alternative behandlinger eller diagnoser er ikke en del af lægevidenskaben  eller videnskabsbaserede sundhedssystemer. Alternative behandlinger består af en bred vifte af behandlinger og produkter, der rækker fra dem der er biologisk plausible, men ikke særligt godt testet, til dem der har kendte skadelige eller toksiske effekter. Selvom alternative behandlinger i 2009 blev testet for 2,5 milliarder dollars i USA, viste næsten ingen af disse nogen effekt, udover hvad der kan tilskrives placebo-effekten. Oplevede virkninger af alternativ behandling kan således skyldes placebo; nedsat effekt af konventionel behandling (og derfor potentielt færre bivirkninger herfra); og regression mod gennemsnittet, hvor forbedring der ville ske alligevel tilskrives alternative behandlinger; eller enhver kombination af ovenstående. Alternative behandlinger er ikke det samme som eksperimentel behandling eller folkemedicin, selvom meget af den sidstnævnte falder ind under alternativ behandling, når den bruges i dag.
Alternativ behandling er vokset i popularitet og bruges af en betydelig del af befolkningen i mange lande. Nyere fortalere mener ofte, at alternativ behandling kan virke sammen med konventionel medicinsk behandling ud fra en tro om, at den "komplementerer" (det vil sige forbedrer effekten af, eller begrænser bivirkningerne af) den konventionelle behandling. Der er ingen videnskabelig dokumentation for, at dette er tilfældet, og vekselvirkningen mellem den alternative og konventionelle behandling kan i stedet virke negativt og gøre den konventionelle behandling mindre effektiv - især når det gælder kræftbehandling.
Selvom det er ulovligt at markedsføre alternative behandlinger som kræftbehandling i det meste af den vestlige verden, bliver de anvendt af mange kræftpatienter.
Alternativ terapi er ofte baseret på religiøs overbevisning, tradition, overtro, tro på overnaturlige energier, pseudovidenskab, logisk fejlslutninger, propaganda, svindel, eller løgn. Alternativ medicin kritiseres for at være baseret på vildledende udsagn, kvaksalveri, pseudovidenskab, svindel eller dårlig videnskabelig metodologi. At promovere alternative behandlinger er blevet kaldt farligt og uetisk. At teste alternative behandlinger, der ikke har nogen videnskabelig basis, er blevet kaldt et spild af knappe ressourcer til videnskabelige undersøgelser.

## Tiltrækningskraft
Der kan være mange bevæggrunde til at vælge en alternativ behandling. Det kan fx være:
- En pragmatisk handling pga. en kronisk sygdom som f.eks. rygsmerter, gigt, eller en livstruende sygdom som kræft eller AIDS, som det etablerede sundhedsvæsen ikke kan helbrede eller lindre.
- Eller det kan være et ønske om at undgå bivirkninger. Nogle mennesker har en stor frygt for medicins bivirkninger.
- Det kan være et behov for mere tid og omsorg. Den alternative behandler har som regel mere tid til sine patienter end en praktiserende læge.
- Nogle ønsker klar besked. Lægevidenskaben kan ikke altid give den nøjagtige årsag til en sygdom og kan derfor heller ikke altid give et sikkert svar på, hvorfor den enkelte er blevet syg. Af samme grund kan der heller ikke altid gives en nøjagtig behandling.
- Andre opponerer imod ydre autoriteter
- Nogle søger eller tror på magi, spiritualitet og åndelighed.

Læger, der bruger komplementær medicin, diskuterer og rådgiver normalt deres patienter med hensyn til alternativ behandling. Patienter udtrykker ofte interesse for komplementær behandling, fordi den tilbyder en behandling uden brug af medicin for nogle typer af sundhedsproblemer.
I tillæg til sociale og kulturelle årsager til alternative behandlingers popularitet er der flere psykologiske grunde, der er væsentlige for deres vækst. En af de vigtigste er placebo-effekten - en velunderbygget effekt inden for lægevidenskaben. Relatereret til denne effekt er lignende psykologiske effekter, såsom viljen til at tro, kognitive biaser, der hjælper med at fastholde selvværd og promovere harmoniske sociale funktioner, og post hoc, ergo propter hoc-fejlslutningen.

### Markedsføring
Populariteten af komplementær og alternativ medicin (KAM) kan være relateret til andre faktorer. Storbritanniens første professor i komplementær medicin, Edzard Ernst, er blevet interviewet i den britiske netavis The Independent, hvor det hedder:
Hvorfor er det så populært? Ernst skyder skylden på udbyderne af alternative medicin, kunderne og lægerne, hvis forsømmelser, siger han, har skabt en åbning for den alternative medicin. "Folk bliver fortalt løgne. Der er 40 millioner hjemmesider, og de 39,9 millioner fortæller løgne, nogle gange uhyrlige løgne. De vildleder kræftpatienter, der opfordres til ikke bare at bruge deres sidste penge, men også til at blive behandlet med noget, der forkorter deres liv. På samme tid er folk godtroende. Industrien har behov for godtroenhed for at have succes. Det gør mig ikke populær i offentligheden, men det er sandheden."
Den amerikanske læge og vaccineudvikler Paul Offit har talt for, at "alternativ medicin bliver kaldt kvaksalveri", fordi den fraråder gavnlig konventionel behandling, promoverer potentielt skadelig behandling uden tilstrækkelig advarsel, den tømmer patienters bankkonti eller den promoverer "magisk tænkning".

### En fallit for konventionel behandling
I et studie udgivet i oktober 2010 kaldet The public's enthusiasm for complementary and alternative medicine amounts to a critique of mainstream medicine (dansk: begejstringen for alternativ behandling er lig en kritik af det etablerede behandlingssystem), beskriver Ernst disse tanker mere detaljeret og konkluderer:
[KAM] er populær. En analyse af årsagen hertil peger på forholdet mellem behandler og patient som en nøglefaktor. Alternative behandlere er ofte bedre i stand til at opbygge et godt forhold til patienten end man er i det etablerede behandlingssystem. Dette betyder derfor, at meget at KAM's popularitet kan opfattes som en intens kritik af det etablerede sundhedsvæsen. Vi skal tage det seriøst med henblik på at forbedre servicen overfor patienten.

### Sociale faktorer
Der kan være sociokulturelle og psykologiske årsager til tiltrækningskraften for alternativ behandling blandt det mindretal der bruger dem i stedet for konventionel behandling. Der er flere sociokulturelle årsager til interessen i disse behandlinger, centreret omkring et lavt niveau af færdigheder indenfor den videnskabelige metodologi hos den brede offentlighed og en samtidig øget antividenskabelig holdning og new age-mystik. Relateret til dette er kraftig markedsføring med vilde påstande fra tilhængere af alternativ behandling, kombineret med ukritiske medier og angreb rettet mod kritikere.
Der er også en stigning i antallet af konspirationsteorier i forhold til det etablerede behandlingssystem og lægemiddelindustrien, manglende tillid til tidligere autoritetsfigurer, såsom lægen, og en modvilje mod et påstået upersonligt og teknokratisk sundhedsvæsen. Alt dette har bidraget til at patienter søger alternativ behandling for en bred vifte af sundhedsproblemer. Globalt mangler mange patienter adgang til et moderne sundhedsvæsen på grund af mangel på privat eller offentlig sundhedsforsikring, hvilket får dem til at søge billigere alternativ behandling. Også uddannede læger medvirker til aggressiv markedsføring for alternativ behandling, for at tjene på dette marked.
Patienter er negative overfor smertefulde, ubehagelige og undertiden farlige bivirkninger af behandlinger i det etablerede sundhedssystem. Behandlinger for svære sygdomme såsom kræft og HIV-infektion har velkendte og betydelige bivirkninger. Selv lavrisiko-lægemidler såsom antibiotika kan skabe potentielt livstruende anafylaktiske reaktioner hos enkelte mennesker. Mange lægemidler kan skabe mindre, men generende, symptomer såsom hoste eller dårlig mave. I alle disse tilfælde kan patienter søge mod alternative behandlinger, for at undgå disse bivirkninger.

### Danske undersøgelser
ViFAB og SIF undersøgte i 2003  hvorfor danskerne brugte alternativ behandling. Undersøgelsen fandt blandt andet ud af, at:
- 39 % af de danskere, som har brugt alternativ behandling på et eller andet tidspunkt i livet, angiver, at de bruger alternativ behandling som supplement til den behandling, de får i det offentlige sundhedsvæsen.
- Markant flere kvinder (30 %) end mænd (14 %) angiver, at de ønsker at tage aktivt del i deres helbredelse, og at de føler, de kan gøre det ved hjælp af alternativ behandling.
- Flere kvinder (16 %) end mænd (7 %) angiver, at de bruger alternativ behandling på grund af uønskede bivirkninger ved lægemidler eller anden behandling i det offentlige sundhedsvæsen.
- Kun 4% af kvinderne og 3 % af mændene angav, at "alternativ behandling giver sprituel mening" som begrundelse for brug af alternativ behandling.

### Forholdet til det religiøse
Der er ofte et tæt forhold imellem alternativ behandling og new age, hvilket blandt andet ses af, at de alternative behandlingsformer er godt repræsenteret ved Krop-Sind-Ånd-messerne.[kilde mangler] En norsk undersøgelse viser, at der er en tæt forbindelse imellem new age og alternativ behandling, idet omtrent halvdelen af abonnenterne på et norsk new age-tidsskrift er beskæftiget med en eller anden form for alternativ behandling.[kilde mangler]
En undersøgelse foretaget af Pluralismeprojektet fra Aarhus Universitet (2001-2006) har nærmere undersøgt forholdet mellem spiritualitet og alternativ behandling. Heraf fremgår det, at der blandt de alternative behandlere er 82%, der betragter sig selv som åndeligt søgende, og 59% som anser sig for åndeligt afklaret. 70% siger, at de har haft spirituelle oplevelser én eller flere gange. Blandt danskerne som helhed er det derimod 76%, der aldrig har haft en religiøs oplevelse, eller hvis de har så højst én gang.

## Definitioner og terminologi

### Alternativ behandling
Alternative behandlinger kan løst defineres som en række af produkter, behandlinger og teorier, som af deres brugere menes at have den samme helbredende virkning som konventionelle behandlinger, men hvis virkning ikke er blevet klart fastslået ved brug af videnskabelige metoder, eller hvis teoretiske grundlag eller praktiske udførelse ikke er del af den etablerede lægevidenskab eller direkte modsiges af videnskabelige beviser. For at fastslå virkningen af en behandling i lægevidenskaben, anvendes den videnskabelige metode inden for de naturvidenskabelige områder biologi, fysiologi, molekylær biologi, biofysik og andre tilknyttede områder. I modsætning til hos lægevidenskaben, stammer alternative produkter eller praksisser ikke fra videnskabelig metodologi, men kan i stedet være baseret på vidnesbyrd, religion, tradition, overtro, tro på overnaturlige energier, pseudovidenskab, logiske fejlslutninger, propaganda, svindel eller andre uvidenskabelige kilder.
I Generelle retningslinjer for metodologi i undersøgelser og evaluering af traditionel medicin, udgivet i 2000 af World Health Organization (WHO), blev komplementær og alternativ behandling defineret som et bredt sæt af sundhedspraksisser der ikke er en del af landets egen tradition og ikke er integreret i det dominerende sundhedssystem.
Udtrykket refererer også til en alsidig række af relaterede og ikke-relaterede produkter, praksisser og teorier, der rækker fra biologisk plausible praksisser og produkter over praksisser med delvis evidens til praksisser og teorier der er direkte modstridende med grundlæggende videnskab og klar evidens, og produkter der er blevet fastslået at være virkningsløse eller endda toksiske eller skadelige.
Betegnelserne alternativ behandling, alternativ medicin, komplementær medicin, integreret medicin, holistisk medicin, naturmedicin, uortodoks medicin, ukonventionel medicin og new age-medicin bliver brugt i samme betydning og er i nogle sammenhænge næsten synonymer, men kan have forskellige betydninger i sjældne tilfælde.
Ordet "alternativ" i "alternativ behandling" betyder ikke, at det er et egentligt alternativ til konventionel behandling, selvom nogle alternative behandlere kan bruge den vage terminologi til at give udtryk for, at det har en virkning. Den upræcise terminologi kan også blive brugt til at antyde, at en dikotomi eksisterer, når det ikke er tilfældet, eksempelvis i brugen af udtrykkene "vestlig medicin" og "østlig medicin" kan antyde at forskellen er kulturelle forskelle mellem det asiatiske øst og det europæiske vest, i stedet for forskellen der er mellem evidensbaseret medicin og behandlinger der ikke virker.

### Komplementær/integreret medicin
Udtrykkene komplementær medicin og integreret medicin anvendes når alternativ medicin bruges sammen med konventionel behandling, i den overbevisning at det vil forbedre effekten af den konventionelle behandling. Der kan dog forekomme en betydelig negativ vekselvirkning mellem den alternative og konventionelle behandling, hvorved behandlingen gøres mindre effektiv, især når det gælder kræftbehandling. Begge begreber refererer til brug af alternative behandlinger sammen med konventionel medicin, et eksempel herpå er brugen af akupunktur (at stikke nåle i kroppen for at påvirke flowet af overnaturlig energi) sammen med videnskabsbaseret medicin, fordi det antages at akupunktur øger effektiviteten eller "komplementerer" den videnskabeligt baserede medicin.
Komplementær medicin er et begreb, som især bruges i de angelsaksiske lande om det, som i Danmark for det meste omtales som alternativ medicin. Det bruges dog også ind imellem i dansk sammenhæng og da især af folk, som ønsker at fremhæve, at den alternative medicin for dem ikke udelukker den etablerede medicin, der også sommetider kaldes for vestlig medicin, men kan og bør sameksistere med den på en måde, så de medicinske retninger gensidigt supplerer og støtter hinanden.

#### KAM
KAM (på engelsk CAM) er en forkortelse af komplementær og alternativ medicin. Det er på engelsk også blevet kaldt sCAM eller SCAM ved tilføjelsen af "so-called" eller "supplements". Ordene balance og holisme bruges ofte, hvorved de påstår at have den "hele" person i tankerne, i modsætning til den påståede reduktionisme i konventionel medicin. På grund af dets mange navne er fagområdet blevet kritiseret for intens rebranding af hvad der essentielt er de samme behandlingsmetoder: så snart et navn er erklæret synonym med kvaksalveri bliver et nyt navn valgt.

### Allopatisk medicin
Allopatisk medicin eller allopati er et udtryk normalt brugt af homøopater og tilhænger af andre former for alternativ medicin når der refereres til konventionel medicin. Bortset fra i Indien, bliver begrebet ikke brugt uden for alternativ medicin og accepteres ikke i lægefaglige kredse.
Allopati refererer til brugen af farmakologisk aktive stoffer eller fysiske interventioner for at fjerne eller undertrykke symptomer eller patofysiologiske processer i sygdommen eller lidelsen. Den tyske version af ordet, allopathisch, blev første gang brugt i 1810 af skaberen af homøopati, Samuel Hahnemann (1755-1843). Ordet er dannet ud fra græsk: allos (modsat) og pathos (lidelse). Inden for alternativ medicin bliver udtrykket allopatisk medicin stadig brugt til at referere til det store område inden for lægekunsten, der nogle gange kaldes vestlig medicin, biomedicin, evidensbaseret medicin eller moderne medicin.
Brugen af begrebet er stadig almindelig blandt homøopater og har spredt sig til andre alternative behandlingsformer. Den implicitte betydning skabt af navnet, er aldrig blevet accepteret af konventionel medicin og anses som nedsættende. I de senere år har flere kilder brugt begrebet allopatisk, især amerikanske kilder der ønsker at skelne mellem læger i USA med graden MD og læger i osteopatisk medicin (DO). William Jarvis, en ekspert i alternativ medicin og folkesundhed, fastslår at "selvom mange behandlinger i konventionel medicin kan se ud til at være i overensstemmelse med et allopatisk rationale (eksempelvis brug af afføringsmiddel for at afhjælpe forstoppelse), har konventionel medicin aldrig svoret troskab til et allopatisk princip" og etiketten "allopat" blev fra starten "anset som meget spotsk af den konventionelle medicinske verden".
Mange konventionelle medicinske behandlinger passer helt tydeligt ikke ind i den bogstavelige betydning af allopati, da de søger at forhindre sygdom eller fjerne årsagen hertil.

### Folkemedicin
Folkemedicin refererer til en præ-videnskabelig praksis i bestemte kulturer, i modsætning til hvad der typisk bliver praktiseret i andre kulturer hvor lægevidenskaben dominerer. Folkemedicin kaldes på engelsk for "traditional medicine", der kan forveksles med det danske udtryk "traditionel medicin", der anvendes om den etablerede videnskabelige lægekunst i modsætning til alternativ medicin. Det engelske "traditional medicine" bliver dog også undertiden på dansk oversat til "traditionel medicin" i betydningen folkemedicin.
"Østlig medicin" refererer typisk til folkemedicin i Asien, hvor konventionel medicin først slog igennem meget senere end i Vesten.

### Problematisk definition
Prominente medlemmer af det videnskabelige og lægevidenskabelige område mener ikke, at det er meningsfyldt at definere alternativ medicin som noget der er adskilt fra konventionel medicin, at udtrykkene "konventionel medicin", "alternativ medicin", "komplementær medicin", "integreret medicin" og "holistisk medicin" ikke refererer til medicin overhovedet.
Andre, både inden for den etablerede lægeverden og inden for det alternative behandlingssystem mener, at alternativ behandling ikke kan defineres præcist på grund af den store mængde af teorier og praksisser den omfatter, og fordi grænserne mellem alternativ medicin og konventionel medicin både overlapper, er porøse og ændrer sig med tiden. Også det engelske udtryk "complementary and alternative medicine" (CAM) er svært at definere, fordi de behandlingsformer det omfatter er uklare og deres grænser ikke klart definerede. Behandlingsformer kategoriseret som alternative kan være forskellige i deres historiske udspring, teoretiske fundering, diagnoseteknik, terapeutiske praksis og i deres forhold til konventionel medicin. Nogle alternative behandlingssystemer, herunder traditionel kinesisk medicin (TCM) og Ayurveda, har sit udspring i antikken i Øst- eller Sydasien og består udelukkende af alternative medicinske systemer; andre, såsom homøopati og kiropraktik har deres udspring i Europa eller USA og kom frem i det 18. eller 19. århundrede. Nogle, såsom osteopati og kiropraktik, bruger manipulative fysiske behandlingsmetoder; andre, såsom meditation og bøn, er baseret på sind/krop-terapier. Behandlinger anset som alternative et sted, kan blive anset som konventionelle andre steder. Eksempelvis anses kiropraktik ikke som alternativ behandling i Danmark, og på samme måde anses osteopati heller ikke længere som en alternativ behandling i USA.
Kritikere siger at udtrykket alternativ behandling er vildledende, fordi det antyder at der findes et virkningsfuldt alternativ til videnskabsbaseret behandling, og at komplementær behandling er vildledende fordi det antyder at behandlingen øger effektiviteten (komplementerer) af den videnskabsbaserede behandling, mens alternativ behandling, der er blevet testet, næsten aldrig har nogen målbare positive effekter sammenlignet med placebo.

### Forskellige typer af definitioner
Fælles for alle definitioner af "alternativ medicin" er dets betegnelse som "andet end" konventionel medicin. Eksempelvis siger den bredt citerede deskriptive definition af komplementær og alternativ medicin udarbejdet af US National Center for Complementary and Intergrative Health (NCCIH) fra National Institutes of Health (NIH), at det er "en gruppe af forskelligartede behandlingsformer og produkter, der ikke generelt anses som en del af konventionel medicin". Det følger ikke nødvendigvis, at fordi et bestemt plantelægemiddel skulle ende med at blive brugt af læger i det konventionelle system, så anses plantemedicin ikke længere som alternativ medicin.
Nogle definitioner søger at beskrive alternativ medicin i forhold til dens sociale og politiske marginalitet i forhold til det etablerede sundhedsvæsen. Dette kan henvise til den manglende støtte som alternative behandlingsformer får fra det etablerede sundhedsvæsen og relaterede institutioner imed hensyn til adgang til forskningsfinanciering, dækning i lægevidenskabelig litteratur eller inklusion i læseplanerne på lægeuddannelsen. I 1993 fastslog British Medical Association (BMA), en af mange professionelle organisationer der har prøvet at definere alternativ medicin, at den vedrører "...de former for behandlinger der ikke almindeligvis bruges af det konventionelle sundhedssystem, og de evner der ikke læres som en del af en læseplan på konventionelle lægestudier eller paramedicinkurser". I en amerikansk kontekst karakteriserede en indflydelsesrig definition i 1993 af den Harvard-baserede læge, David M. Eisenberg, alternativ medicin "som interventioner der hverken almindeligvis undervises i på medicinskolerne og ikke generelt set er tilgængelige på amerikanske hospitaler". Disse deskriptive definitioner er ikke tilstrækkelige i det nuværende samfund, hvor nogle konventionelle læger tilbyder alternative behandlinger og introduktionskurser eller moduler i alternativ behandling kan blive tilbudt som en del af en standard medicinsk bacheloruddannelse; der bliver undervist i alternativ medicin i mere end 50 procent af USA's medicinske uddannelser, og USA's sundhedsforsikringer er mere og mere villige til at give refusion for alternativ behandling. I 1999 rapporterede 7,7 % af amerikanske hospitaler at de havde brugt en eller anden form for alternativ behandling, dette var i 2008 steget til 37,7 %.
Et ekspertpanel på en konference i 1995 afholdt af US Office for Alternative Medicin (OAM), udtænkte en teoretisk definition på alternativ medicin som "et bredt felt af behandlingsformer [...], der ikke allerede findes i det dominerede sundhedssystem i et bestemt samfund eller kultur i en given historisk periode". Denne definition er blevet bredt accepteret af forskere inden for alternativ medicin, citeret af officielle statslige organer såsom Storbritanniens Department of Health, tilskrevet som en definition brugt af Cochrane Collaboration, og i en let ændret udgave blevet valgt i det amerikanske Institute of Medicine's konsensusrapport, Complementary and Alternative Medicine in the United States.
Definitionen fra OAM-konferencen i 1995, en udvikling af Eisenbergs formulering fra 1993, nævner intet om den medicinske virkningsgrad af alternative behandlinger. Fortalere for denne definition mener, at den derved undgår relativisme omkring forskellige former for medicinsk viden og, selvom det essentielt er en politisk definition, at dette ikke indebærer at dominansen af den etablerede lægevidenskab kun skyldes politiske kræfter. I følge denne definition kan alternativ og konventionel medicin kun differentieres med reference til hvad der "er indbygget i det politisk dominerende sundhedssystem i et bestemt samfund eller kultur". Dog findes hverken en pålidelig metode til at skelne mellem kulturer eller subkulturer, til at benævne dem som dominerende eller underordnede, eller til ved hjælp af noget anerkendt kriterium at kunne fastslå i hvor høj grad en kulturel entitet er dominerende. Hvis kulturen i et dominerende sundhedssystem anses som svarende til opfattelsen hos de ansvarlige for den medicinske ledelse af sundhedsinstitutionerne, så kan definitionen hverken rumme den potentielle splittelse inden for sådan en elite eller mellem en sundhedselite og den bredere befolkning.
Normative definitioner adskiller den alternative medicin fra den konventionelle medicin ved den alternative medicins brug af terapier, der er uden videnskabeligt belæg, ikke godkendte eller ikke virksomme, og hvis teoretiske grundlag ikke er videnskabeligt. Disse definitioner karakteriserer behandlinger og terapier som alternativ medicin, når (brugt alene eller i stedet for evidensbaseret medicin) de udgiver sig for at besidde samme helbredende effekt som konventionel medicin uden at være baserede på erfaringer opnået efter den videnskabelige metode. Eksemplificering af dette perspektiv stod tidligere redaktør på The New England Journal of Medicine, Marcia Angell for i en leder i 1998, da hun argumenterede:
Det er på tide, at det videnskabelige samfund holder op med at lade alternativ medicin køre på fribillet. Der kan ikke være to forskellige former for medicin - konventionel og alternativ. Der findes kun medicin der er blevet tilstrækkeligt testet og medicin der ikke er, medicin der virker og medicin der måske eller måske ikke virker. Når en behandling er blevet gennemtestet, er det underordnet om den oprindeligt blev anset som alternativ. Hvis den vurderes at være forholdsvis sikker og effektiv, vil den blive accepteret. Men påstande, spekulation og vidnesbyrd kan ikke erstatte evidens. Alternative behandlinger skal udsættes for samme videnskabelige gennemtestning som det kræves af konventionelle behandlinger.
Men denne måde at skelne mellem alternativ og konventionel medicin har mødt kritik, fordi ikke al slags konventionel medicin har kunnet demonstrere tilstrækkelig evidens for sin virkning, og det er også usandsynligt at man nogensinde vil klassificere konventionelle behandlinger der er fundet ineffektive som alternativ behandling.
Tilsvarende bruger den offentlige informationshjemmeside, vedligeholdt af National Health and Medical Research Council (NHMRC) i Australien akronymet "CAM" (KAM) for en bred vifte af sundhedspraksisser, -terapier, -procedurer og -planer der ikke er indenfor feltet konventionel medicin. I den australske kontekst er dette inklusiv akupunktur, aromaterapi, kiropraktik, homøopati, massage, meditation, afslappelsesterapier, naturopati, osteopati, refleksologi, traditionel kinesisk medicin, og brugen af vitamin-tilskud.
Fortalere for evidensbaseret medicin såsom Cochrane Collaboration (grundlagt i 1993 og siden 2011 bidragsyder til WHO-resolutioner) har taget det standpunkt, at alle systematiske litteraturgennemgange af behandlinger, hvad enten det er "konventionelle" eller "alternative", skal holdes op mod de samme og nuværende standarder for videnskabelig metode. I et studie kaldet Development and classification of an operational definition of complementary and alternative medicine for the Cochrane Collaboration (2011) blev det foreslået, at mål for om en behandling kan accepteres omfattede statslig autorisation til behandlerne, dækning af sundhedsforsikring, godkendelseserklæring fra statslige myndigheder samt anbefaling som en del af en praksisvejledning. I studiet blev det desuden nævnt, at hvis en behandling er en accepteret standardbehandling, så er det ikke sandsynligt at den generelt vil blive anset som alternativ behandling.

### Officiel dansk definition
Det danske "Videns- og Forskningscenter for Alternativ Behandling" (ViFAB), en uafhængig institution under Sundhedsstyrelsen, definerede i 2012 begrebet "alternativ behandling" som:
- Behandlingsformer udført af behandlere, der ikke er autoriserede sundhedspersoner.
- Behandling udført af autoriserede sundhedspersoner, men som er baseret på metoder, der hovedsageligt bruges uden for sundhedsvæsenet. Behandlingen skal kunne udføres af personer uden sundhedsfaglig autorisation.[101]

## Typer af alternativ behandling
Alternativ medicin består af en bred vifte af sundhedspraksisser, -produkter og terapier. Fællestrækket er en påstand om at kunne helbrede, der ikke er funderet i den videnskabelige metode. Alternative behandlinger er forskellige i deres fundamenter og metodologier. Alternative behandlinger kan klassificeres efter deres kulturelle ophav eller typen af tro de er baseret på. Metoder kan inkorporere eller blive baseret på traditionelle medicinske praksisser fra en specifik kultur, folkeviden, overtro, spirituel tro, tro på overnaturlig energi (antividenskab), pseudovidenskab, ræsonnementsfejl, propaganda, svindel, nye eller anderledes koncepter af sundhed og sygdom, eller andet der ikke er eftervist ved videnskabelige metoder. Forskellige kulturer kan have deres egne unikke traditions- eller trosbaserede praksisser udviklet for nylig eller over tusinder af år, og specifikke praksisser eller hele behandlingssystemer. Nedenfor findes en ufuldstændig gennemgang af alternative behandlingstyper.

### Uvidenskabelige trossystemer
Alternativ medicin, såsom brugen af naturopati eller homøopati i stedet for konventionel medicin, er baseret på trossystemer der ikke har base i videnskab. Naturopati er baseret på troen på, at kroppen heler sig selv ved hjælp af en overnaturlig vitalenergi der guider kropslige processer. Dette er i konflikt med det evidensbaserede lægevidenskabelige paradigme. Mange naturopater er imod vaccination, og "videnskabelig evidens støtter ikke påstandene om at naturopatisk medicin kan kurere kræft eller nogen andre sygdomme". Homøopati
er en tro på at et stof der skaber symptomer for en sygdom hos raske mennesker, kurerer lignende symptomer hos syge mennesker. Det er udviklet før viden om atomer, molekyler og grundlæggende kemi, der forklarer hvorfor gentaget fortyndning som udført i homøopati kun vil frembringe mere og mere rent vand, og at homøopati ikke er videnskabeligt validt.

### Traditionel lægekunst
Alternative behandlingssystemer kan være baseret på gamle traditioner for lægekunst, såsom traditionel kinesisk medicin (TCM), ayurveda i Indien eller gamle traditioner fra andre kulturer rundt omkring i verden. Visse dele fra traditionel lægekunst er blevet videnskabeligt undersøgt og accepteret indenfor den almindelige lægevidenskab, men de underliggende teorier er sjældent videnskabelige og er ikke bredt accepterede. Traditionelle behandlinger og overbevisninger fra Kina, sammen med modifikationer lavet af det kommunistiske parti, er grundstammen i TCM. Almindelige behandlingsformer er urtemedicin, akupunktur (indsættelse af nåle i kroppen på specifikke steder), massage (Tuia na), bevægelse (qigong) og ernæringsterapi. Behandlingerne er ofte baseret på troen på overnaturlig energi kaldet qi, tanker omkring kinesisk astrologi og kinesisk nummerologi, traditionel brug af urter og andet fra Kina - en tro på at tungen indeholder et kort over kroppen, der reflekterer ændringer i kroppen, samt en ukorrekt model af de indre organers anatomi og fysiologi. Ayurveda er traditionel medicin fra Indien. Ayurveda tror på eksistensen af tre elementære energier, doshaer (kaldet vata, pitta og kapha), og påstår at balance i doshaerne resulterer i sundhed, mens ubalance resulterer i sygdom. Sådanne sygdomsfremkaldende ubalancer kan justeres og balanceres ved at bruge traditionelle urter, mineraler og tungmetaller. Ayurveda lægger vægt på brugen af plantebaseret medicin og behandling, dog tilføjet nogle animalske produkter samt mineraler, herunder svovl, arsenik, bly og kobbersulfat. Men Ayurveda har problemer omkring sikkerheden, hvor to amerikanske studier har opdaget at omkring 20 % af ayurvedisk indiskproduceret patentmedicin indeholdt toksiske niveauer af tungmetaller såsom bly, kviksølv og arsenik. Andre problemer inkluderer brugen af urter der indeholder giftige stoffer og manglen på kvalitetskontrol ved fremstillingen. Hændelser med tungmetalforgiftning er blevet tilskrevet brugen af disse stoffer i USA.

### Energiterapier
Energiterapi kan basere sig på troen på tilstedeværelsen af energifelter, der ikke kan forklares af videnskaben, det vil sige er overnaturlige, som f.eks. biofeltterapi. Eller de kan basere sig på forestillinger om egenskaber ved energier, der ikke er i overensstemmelse med fysikkens love. Biofeltterapi har som formål at påvirke energifelter der som det påstås omringer og gennemtrænger kroppen. Blandt andre Carl Sagan (19341-1996), astrofysiker og fortaler for skepticisme (videnskabelig skeptisime), har beskrevet manglen på empirisk evidens for eksistensen af disse energifelter, hvorudfra biofeltterapi baseres. Bioelektromagnetisk terapi er brugen af verificerbare elektromagnetiske felter, såsom pulserende felter, vekselstrøms- eller jævnstrømsfelter på en ukonventionel måde. Det antager at magneter kan bruges til at omgå fysikkens love, og derved påvirke sundhed og sygdom. Kiropraktik er en manipulationsbehandling, der påstår at genoprette rygsøjlens og leddenes naturlige bevægelighed, hvorved påvirkningen af nervesystemet og dermed mængden af smerter mindskes. Det blev udviklet i troen på at manipulering af rygsøjlen påvirker flowet af den overnaturlige vitalenergi og derved påvirker helbredet. Reiki foregår ved at behandleren placerer sine håndflader på patienten nær chakra, som man mener er energicentre, i troen på at energier kan flytte sig fra behandlerens håndflader til patienten, som derved helbredes. Også denne tilgang mangler troværdig videnskabelig evidens.

### Sind/krop-terapier
Disse terapier bygger på at sindet kan påvirke kropsfunktioner og symptomer, og der findes en forbindelse mellem sind, krop og sjæl.
Følgende liste over sind/krop-terapier er fra NCCIH:
- Akupunktur
- Alexanderteknik
- Kunstterapi
- Bøn
- Kiropraktik
- Danseterapi
- Feldenkrais metode
- Guidet meditation
- Guidet visualisering
- Hypnose
- Hypnoterapi
- Massageterapi
- Meditation
- Musikterapi
- Osteopatisk manipulation
- Pilates
- Progressiv muskelafslapning
- Qi gong
- Rolfing
- Tai chi
- Trager approach
- Vejrtrækningsøvelser
- Yoga

### Urtemidler og andet
Behandlingsmetoder, der bygger på emner fundet i naturen såsom urter, mad, store doser af vitaminer, kosttilskud, dyre- og svampeprodukter og mineraler, herunder brugen af disse produkter i folkemedicin, der også kan inkorporere andre metoder. Eksempler inkluderer påstande om helende effekter for kosttilskud, fiskeolie, Omega-3 fedtsyrer, glukosamin, echinacea, hørfrø og ginseng. Urtemedicin eller phytoterapi inkluderer ikke kun brugen af planteprodukter, men kan også inkludere brugen af animalske produkter og mineraler. Det er blandt de mest kommercielt succesfulde dele af alternativ medicin, og inkluderer de piller, pulvere og eliksirer der sælges som "kosttilskud". Kun en meget lille procentdel af disse har vist sig at have en effekt, og der er meget lidt regulering i forhold til standard og sikkerhed af indholdet. Dette kan inkludere brugen af kendte toksiske stoffer, såsom brugen af det giftige tungmetal bly i traditionel kinesisk medicin.

### Religion, troshealing, og bønner
Kristen troshealing påstår at være en guddommelig eller spirituel kraft i healing. Den bygger dels på Post hoc ergo propter hoc, dels på placebo-effekten. I shamanismen vil behandleren opnå en ændret bevidsthedstilstand for at møde og interagere med åndeverdenen eller for at kanalisere overnaturlig energi i troen på at de kan helbrede.

## Historie
Med den alternative medicins historie forstår man både historien om en forskelligartet gruppe af behandlingsformer der fra 1970'erne i USA under et blev promoveret som "alternative medicine", såvel som samlingen af historier for hver af disse behandlingsformer, som historien om vestlige behandlingsformer der i USA blev kaldt "irregular practices" af den etablerede lægeverden. Før 1970'erne blev de behandlere der ikke var en del af den stadig mere videnskabsbaserede medicinske verden kaldt "irregular practitioners" (uautoriserede læger), og blev af den lægevidenskabelige verden betragtet som uvidenskabelige og udøvere af kvaksalveri. Disse behandlere blev derfor i stigende grad marginaliseret efterhånden som vestlig medicin i stadig større grad inkorporerede videnskabelige metoder og opdagelser og af denne grund fik en større succes med sine behandlinger. I 1970'erne blev disse uautoriserede behandlingsformer grupperet med traditionelle behandlingsformer fra ikke-vestlige kulturer, og med andre ubeviste eller direkte modbevidste behandlingsmetoder der ikke var en del af biomedicinen - og hele gruppen blev samlet set markedsført og promoveret under det korte udtryk "alternativ medicin".
Brug af alternativ medicin i vesten øgedes efter fremkomsten af en modkultur i 1960'erne (i Danmark kaldet ungdomsoprøret) som en del af new age-bevægelsen i 1970'erne. Den øgede brug skete både på baggrund af en vildledende massemarkedsføring af "alternativ medicin" som værende et effektivt "alternativ" til konventionel medicin, en generelt mindre positiv holdning i forhold til brug af kemikalier, en generel tendens til at udfordre establishmentet og i det hele taget autoriteter af alle slags, en indstilling til andre kulturers tænkning og levevis som ligeværdig (kulturrelativisme) og endelig patienters øgede frustration og desperation omkring begrænsninger og bivirkninger ved videnskabsbaseret medicin. På samme tid, i 1975, afskaffede American Medical Association, der spillede en central rolle i kampen mod kvaksalveri i USA, sin kvaksalver-komite og lukkede sin "Department of Investigation".:xxi  I begyndelsen og midten af 1970'ere fik udtrykket "alternative medicine" udbredt anvendelse, og udtrykket blev massemarkedsført som en samling af "naturlige" og effektive "behandlingsalternativer" til videnskabsbaseret medicin. I 1983 var massemarkedsføringen af "alternativ medicin" så stærk, at British Medical Journal (BMJ) kaldte det "en tilsyneladende endeløs strøm af bøger, artikler og radio- og tv-programmer, der pådutter folk de fortræffeligheder behandlingerne har; de går lige fra meditation til at få boret hul i hjerneskallen for at lukke mere ilt ind." BMJ skrev samtidig, at "en af de få vækstindustrier i det nutidige Storbritannien er alternativ medicin", og bemærkede "at 33 % af leddegigt-patienter og 39 % af dem med rygsmerter indrømmede at have konsulteret en alternativ behandler" i 1983.
Omkring 1990 var den amerikanske alternative medicinindustri vokset til $27 milliarder per år, med meningsmålinger der viste at 30 % af amerikanerne brugte den. Yderligere viste meningsmålinger, at amerikanerne havde flere besøg hos alternative behandlere end det samlede besøgsantal hos de praktiserende læger, og amerikanernes eget forbrug (ikke forsikringsbetalt) på alternativ medicin var det samme som hvad der blev brugt på læger inden for konventionel medicin.:172  I 1991 bragte Time magazine en hovedhistorie, "The New Age of Alternative Medicine: Why New Age Medicine Is Catching On". I 1993 rapporterede New England Journal of Medicine, at en ud af tre amerikanere brugte alternativ medicin. Samme år viste Public Broadcasting System en dokumentar af Bill Moyers med titlen Healing and the Mind, hvor det blev udtalt at "...folk i timillionervis bruger alternativ medicin. Hvis ikke det etablerede sundhedsvæsen forstår det, vil de miste deres klienter."
Endnu en eksplosiv vækst begyndte i 1990'erne, hvor politiske personligheder fra højeste lag begyndte at promovere alternativ medicin og investere store summer af statens lægevidenskabelige forskningspenge i test af alternativ medicin, herunder test af videnskabelig ikke-plausible behandlinger, og lettede den statslige kontrol med alternative behandlingsprodukter, sammenlignet med biomedicinske produkter.:xxi  Begyndende med en bevilling på $2 millioner til undersøgelse af alternative behandlinger, steg det statslige budget i USA til omkring $2,5 milliarder i 2009, samtidig med at 50 % af amerikanerne brugte alternative behandlinger i 2013.
I 1993 oprettede Prins Charles, der har påstået at homøopati og andre alternative behandlinger var et effektivt alternativ til biomedicin, fonden The Prince's Foundation for Integrated Health (FIH), som en velgørende institution, der havde som formål at undersøge "hvordan sikre og underbyggede komplementære terapier kunne fungere sammen med konventionel medicin". FIH modtog statsstøtte gennem stipendier fra Storbritanniens sundhedsministerium. I 2008 udgav Londons The Times et brev fra Edzard Ernst, britisk professor i alternativ medicin, hvor han bad FIH om at tilbagekalde to vejledninger der promoverede alternative behandlinger, fordi "flertallet af alternative behandlinger er tilsyneladende klinisk ineffektive, og mange er direkte farlige." I 2010 lukkede FIH efter anklager om svindel og hvidvaskning førte til arrestation af dens ledere.
I 2001 introducerede den bibliografiske database MEDLINE en MeSH-term for at kunne indeksere videnskabelige publikationer indenfor alternativ medicin.
I 2004 blev modifikationer af Europaparlamentets Direktiv 2001/83/EF fra 2001, der regulerer alle medicinske produkter, lavet med den forventning at påvirke udviklingen af det europæiske marked for alternative medicinske produkter. Reguleringen af alternativ medicin i EU blev slækket med "en simplificeret registreringsprocedure" for urtemedicinprodukter. Plausibel "effektivitet" af traditionel medicin blev redefineret til at at være baseret på langtidspopularitet og vidnesbyrd ("de farmakologiske virkninger eller effektiviteten af det medicinske produkt er plausible på basis af langvarig brug og erfaring."), uden videnskabelig undersøgelse. Committee on Herbal Medicinal Products (HMPC) blev skabt inden for Det Europæiske Lægemiddelagentur i London (EMEA). En speciel arbejdsgruppe blev etableret for homøopatiske produkter under Heads of Medicines Agencies i EØS.
Til og med 2004 blev alternative behandlingsformer der havde deres oprindelse i Tyskland stadig ved med at være en almindelig del af det tyske sundhedssystem, herunder homøopati og antroposofisk medicin. Efter tysk lov skal sundhedsmyndighederne tage hensyn til "særlige karakteristika" ved komplementær og alternativ medicin. I 2004 havde homøopati vokset sig til en af de mest brugt alternative behandlinger i Frankrig, idet 16 % af befolkningen brugte det i 1982, 29 % i 1987, 36 % i 1992 og 62 % af franske mødre brugte homøopatiske produkter i 2004, med 95 % af franske apotekere anbefalede gravide kvinder at bruge homøopatiske produkter. Pr.  2004 er 100 millioner mennesker i Indien helt afhængige af traditionelle tyske homøopatiske produkter for deres medicinske behandling. Pr.  2010 var homøopatiske produkter stadig den foretrukne alternative behandling brugt af europæiske læger. I 2005 var salget af homøopatiske produkter og antroposofisk medicin vokset til €930 millioner, en stigning på 60 % fra 1995.
Siden 2009 har den schweiziske konføderation og kantonerne i Schweiz, inden for omfanget af deres magt, pligt til at tage hensyn til komplementær medicin, i henhold til artikel 118a i den schweiziske forfatning.
I 2014 brugte 50 % af amerikanerne KAM. Pr.  2013 er KAM-produkter i Europa stadig fritaget fra at skulle dokumentere effektivitet efter de samme standarder som det kræves af andre medicinske produkter.

### Tidligere behandlingssystemer
Meget af hvad der nu kategoriseres som alternativ medicin blev udviklet som uafhængige, komplette behandlingssystemer. Disse blev udviklet lang tid før den moderne lægevidenskab og brugen af videnskabelige metoder. Hvert system blev udviklet i relativt isolerede dele af verden, hvor der var lille eller ingen kontakt med præ-videnskabelig vestlig medicin, eller med andre behandlingssystemer. Eksempler herpå er traditionel kinesisk medicin og ayurveda fra Indien.
Andre alternative medicinske behandlingsmetoder, såsom homøopati, var udviklet i Vesteuropa og i opposition til konventionel lægekunst, på et tidspunkt hvor konventionel lægekunst var baseret på uvidenskabelige teorier der dogmatisk blev påtvunget af religiøse autoriteter. Homøopati blev udviklet før opdagelsen af de basale principper i kemi, der beviste at homøopatiske lægemidler ikke indeholdt andet end vand. Men homøopati, med dets lægemidler bestående af vand, var uskadeligt sammenlignet med den uvidenskabelige og farlige konventionelle lægekunst, der blev praktiseret på den tid, der inkluderede brugen af toksiner og åreladning, hvilket ofte resulterede i permanent vansiring eller død.
Nogle alternative behandlingsmetoder såsom kiropraktik og osteopatisk manipulativ medicin blev udviklet i USA på et tidspunkt hvor vestlig medicin var begyndt at bruge videnskabelige metoder og teorier, men den biomedicinske model var stadig ikke totalt dominerende. Behandlingsmetoder såsom kiropraktik og osteopati, der begge anses som værende irregulære i den vestlige medicinverden, var også imod hinanden, både retorisk og politisk med autorisationslove. Osteopatiske udøvere tilføjede kurser og træning i biomedicin til deres autorisation, og autoriserede doktorer i osteopatisk medicin begyndte at mindske brugen af de dele, der var fra feltets uvidenskabelige oprindelse.

### "Uautoriserede læger"
Yderligere information: Medicinens historie og Indførelsen af moderne medicin
Indtil 1970'erne fik læger i Vesten, der ikke var en del af den etablerede lægeverden, den engelske betegnelse "irregular practitioners" (uautoriserede læger), og blev affærdiget af den videnskabelige verden som værende uvidenskabelige, som udøvende kvaksalveri. Deres behandlingsmetoder blev mere og mere marginaliserede og blev kategoriserede som kvaksalveri og svindel, i takt med at lægekunsten i Vesten i stigende omfang brugte videnskabelige metoder og opdagelser, og havde en modsvarende succes med behandlingerne.
Lige siden 1970'erne har læger, sociologer, antropologer og andre bemærket den stigende synlighed af den brede vifte af sundhedstilbud der hverken stammer fra eller er blevet verificeret af biomedicinsk videnskab. Siden da har de, som har analyseret denne tendens, drøftet den mest præcise måde at beskrive dette fremvoksende sundhedsområde. Mange forskellige begreber har på engelsk været brugt, herunder "heterodox"-, "irregular"-, "fringe"- og "alternative" medicine, mens andre, især debattører på sundhedsområdet, har været tilfreds med at kalde det for kvaksalveri. Det mest bestandige begreb har været "alternative medicine", men dets brug er problematisk, da det antager en værdiladet dikotomi mellem et lægeligt yderområde, i bedste fald på grænsen til at være acceptabelt, og en begunstiget og accepteret medicinsk doktrin, associeret med validerede lægevidenskabelige normer. Brugen af kategorien alternativ medicin er blevet kritiseret, da det ikke kan blive studeret som en uafhængig enhed, men skal forstås i forhold til en regional og tidsmæssig specifik medicinsk doktrin. Brugen af dette udtryk kan desuden være vildledende, fordi det fejlagtigt antyder at et reelt medicinsk alternativ eksisterer. Næsten-synonymer såsom "uortodoks", "komplementær", "marginal" eller "kvaksalveri", har (hvad angår at blive anerkendt som en del af sundhedsvæsnet og konkurrere om markedet for medicin) tjent til at give den etablerede lægekunst autoritet, og til at vogte grænsen mellem det og dens ukonventionelle rivaler.
Et tidligt eksempel på indflydelsen fra denne moderne videnskabelige lægekunst udenfor Europa og Nordamerika er grundlæggelsen af den kinesiske lægeskole Peking Union Medical College af britiske og amerikanske missionærer i 1906.
Fra et historisk perspektiv bliver fremkomsten af alternativ medicin, dog ikke selve betegnelsen, typisk dateret til det 19. århundrede. Dette på trods af at der findes varianter af vestlig ikke-konventionel medicin der fremkom i slutningen af det 18. århundrede eller tidligere samt nogle ikke-vestlige traditioner for lægekunst, der i øjeblikket anses som alternative i vesten og andre steder, men som alle kan bryste sig af stamtavler, der går langt tilbage i tiden. Alternative behandlingssystemer kan dog kun siges at eksistere hvis der findes genkendelige, regulerede og autoritative standardbehandlinger, såsom dem der kom frem i Vesten i det nittende århundrede, til hvilke de kan fungere som et alternativ.
I slutningen af det attende og igennem det nittende århundrede blev regulære og irregulære behandlere klart mere differentierede over det meste af Europe, og i løbet af det nittende århundrede konvergerede de fleste vestlige lande til skabelsen af lovmæssigt afgrænsede og delvist beskyttede lægemiddelmarkeder. Det er på dette tidspunkt at en "officiel" lægekunst, skabt i samarbejde med staten efter en videnskabelig norm, opstår som en genkendelig enhed og at konceptet "alternativ medicin" som en historisk kategori bliver holdbar.
Som en del af adskillelsen mellem de to typer af lægekunst tjener anvendelsen af et videnskabeligt grundlag inden for konventionel medicin i lande som Tyskland, Frankrig og Storbritannien i stigende omfang som et middel til at skabe intern faglig enhed og ekstern differentiering i forhold til homøopater, naturopater, mesmerister eller andre ikke-konventionelle behandlere. Dette gav til slut konventionel medicin en høj grad af dominans gennem alliance med staten og gennemførelsen af regulerende lovgivning. I USA åbnede Johns Hopkins University School of Medicine, baseret i Baltimore, Maryland, i 1893, med blandt andet William H. Welch og William Osler blandt de ledende læger, og var den første lægeuddannelse helliget læren fra "tysk videnskabelig medicin".
Der skete flere betydningsfulde fremskridt inden for lægevidenskaben fra slutningen af det 19. århundrede og frem, herunder opdagelsen af mirkoorganismer som skyld i mange sygdomme, fremkomsten af mikrobiologi og brugen af røntgen. Det skyldtes folk som kemikeren Louis Pasteur og kirurgen Joseph Lister samt bl.a. Robert Koch, der i 1885 blev professor i hygiejne på Berlins Universitet. På baggrund af lægevidenskabens øgede autoritet, der skyldtes disse fremskridt, blev det i en stor amerikansk/canadisk rapport (the Flexner Report) om lægeuddannelsen udgivet i 1910 anbefalet, at lægeuddannelser skulle følge modellen brugt af Johns Hopkins School of Medicine og sværge til brugen af konventionel videnskab i deres undervisning og forskning. Dette var ud fra overbevisningen, nævnt i rapportens introduktion, at den indledende og professionelle træning der var fremherskende på lægeuddannelserne skulle reformeres i lyset af de nye metoder til diagnosticering og bekæmpelse af sygdom, gjort muligt af videnskaben, som lægekunsten var afhængig af.
Daværende behandlingsformer, der senere blev kendt som "alternativ medicin" omfatter homøopati (grundlagt i Tyskland i starten af den 19. århundrede) og kiropraktik (grundlagt i Nordamerika i slutningen af det 19. århundrede). Disse behandlingsformer stred principielt med udviklingen inden for lægevidenskaben, der skete omkring århundredskiftet, og de er heller ikke blevet forenelige med de yderligere landvindinger i lægevidenskaben i de sidste 100 år. Det samme gælder ayurveda, akupunktur eller andre former for alternativ medicin.[kilde mangler]
På samme tid var tropemedicin under udvikling som en speciel gren af vestlig medicin i forskningsinstitutioner såsom Liverpool School of Tropical Medicine (grundlagt i 1898), London School of Hygiene & Tropical Medicine (grundlagt i 1899) og Tulane University School of Public Health and Tropical Medicine (stiftet i 1912). Der blev således skabt en skelnen mellem vestlig videnskabelig medicin og oprindelige behandlingssystemer. Et eksempel kan ses i en officiel rapport om oprindelige behandlingssystemer i Indien, herunder ayurveda, fra 1923. Denne erklærede, at det første man ville var "at afgøre om oprindelige behandlingssystemer var videnskabelige eller ej".
I slutningen af det 20. århundrede blev begrebet "alternativ medicin" en del af den offentlige diskurs. men det har ikke altid været brugt i den samme betydning af alle. Den amerikanske professor inden for medicin og mangeårig redaktør af New England Journal of Medicine, Arnold S. Relman (1923 – 2014), sagde i 1998, at i den bedste lægekunst skal alle foreslåede behandlinger testes objektivt, og derefter vil der kun være behandlinger der består og dem der ikke gør, dem der beviser sit værd og dem der ikke gør. Han spurgte "Kan der være noget rimeligt 'alternativ'?" Men det var også i 1998 at man fra ledelsen i USA's føderale sundhedsvæsen, udstedte offentlig information om otte almindelige alternative behandlinger (herunder akupunktur, holisme og massage), sammen med information om almindelige sygdomme og lidelser, om ernæring-, diæt- og livsstilsændringer, og om at hjælpe forbrugere til at afkode svindel og kvaksalveri, og til at finde sundhedscentre og læger der udøvede alternativ behandling.
Ifølge en national undersøgelse i USA havde omkring 60 millioner amerikanere i 1990 brugt en eller flere komplementære eller alternative terapier for at få bugt med sundhedsproblemer. Et studie udgivet i 1998 i Journal of the American Medical Association rapporterede, at 42 % af amerikanerne havde brugt komplementære og alternative terapier, en stigning fra 34 % i 1990. Men selv om der var et øget patientønske for komplementær medicin, måtte de fleste af de tidlige alternative/komplementære sundhedscentre lukke på grund af økonomiske problemer.

### Lægeuddannelse
Hovedsageligt som et resultat af reformerne efter Flexner-rapporten fra 1910 har lægeuddannelserne på de etablerede lægeskoler i USA generelt ikke inkluderet alternativ medicin som et fag. Typisk er deres undervisning baseret på nuværende praksis og videnskabelig viden om: anatomi, fysiologi, histologi, embryologi, neuroanatomi, patologi, farmakologi, mikrobiologi og immunologi. Lægeskolernes undervisning inkluderer emner som læge-patient kontakt, etik, medicinens kunst, engagerer sig i komplekse kliniske ræsonnementer (medicinsk beslutningstagning). I 2002 skrev Snyderman og Weil at fra det tidlige 20. århundrede havde Flexners model hjulpet med at skabe det 20. århundredes akademiske sundhedscenter, i hvilket uddannelse, forskning og praksis var uadskillelige. Mens dette havde forbedret medicinsk praksis kraftigt, ved at definere, med stigende sikkerhed, den patofysiologiske basaldel af sygdom, et ensporet fokus på det patofysiologiske havde afledt meget af mainstream amerikansk medicin fra kliniske tilstande der ikke var særligt godt forstået i mekaniske termer, og ikke blev effektivt behandlet af konventionelle terapier.
I 2001 blev en udgave af KAM-træning tilbudt af mindst 75 ud af 125 lægeskoler i USA. Helt exceptionelt inkluderer School of Medicine of the University of Maryland, Baltimore et forskningsinstitut for integreret medicin (en medlemsdel af Cochrane-sammenslutningen). Lægeskoler er ansvarlige for at tildele medicinske grader, men en læge må ikke lovligt praktisere medicin før de har fået autorisation af de lokale myndigheder. Autoriserede læger i USA, der har gået på en af de etablerede lægeskoler er oftest uddannet Medicinæ Doctor (MD). Alle stater kræver at ansøgere til lægeautorisation skal være uddannet fra en godkendt lægeskole og have gennemført United States Medical Licensing Exam (USMLE).
The British Medical Association gav i sin udgivelse Complementary Medicine, New Approach to Good Practice fra 1993 en arbejdsdefinition på ikke-konventionelle terapier (herunder akupunktur, kiropraktik og homøopati): "...disse behandlingsformer der ikke er bredt anvendt af de ortodokse sundhedsprofessionelle, og som ikke er en del af pensum for bachelorgraden i ortodoks medicinske eller paramedicinske sundhedskurser." I 2000 tilbød enkelte lægeskoler i Storbritannien KAM-tilvænningskurser til bachelorstuderende på medicinstudierne, mens andre tilbød moduler specifikt i KAM.

### USA's myndigheder
I 1991 fik den amerikanske senator Tom Harkin bevilget 2 millioner dollars til at skabe Office for the Study of Unconventional Medical Practices (OSUMP), hvilket senere fik navnet Office of Alternative Medicin (OAM), da han mente der var behov for test grundet den udbredte anvendelse af alternativ behandling uden nogen kvalificeret viden om virkningen.:170  OAM blev skabt inden for National Institute of Health (NIH), den videnskabeligt baseret prestigefyldte primære agentur hos de amerikanske myndigheder, med ansvar for biomedicinsk og sundhedsrelateret forskning.:170  Mandatet var at undersøge, evaluere og validere effektive alternative behandlingstilbud, og gøre befolkningen opmærksom på resultaterne når virkningen blev testet.
Senator Harkin var blevet overbevist om, at hans allergier var blevet kureret ved at tage piller med bipollen, og blev af to af sine indflydelsesrige vælgere opfordret til at bevilge pengene. Bedell, en gammel ven af senator Harkin, var et tidligere medlem af Repræsentanternes Hus der troede på, at alternativ medicin to gange havde kureret ham for sygdomme, efter at almindelig medicin havde fejlet, idet han påstod at råmælk fra køer havde kureret hans borreliose og et urteudtræk fra kamfer havde forhindret opblussen af hans prostatakræft efter en operation. Wievel var en fortaler for uprøvede kræftbehandlinger involverende en mikstur af blodsera som Food and Drug Administration havde nedlagt importforbund mod. Både Bedell og Wievel blev medlemmer af det rådgivende panel i OAM. Firmaet der solgte bipollenen fik senere en bøde af Federal Trade Commission fordi de ulovligt havde påstået, at deres bipollen-produkter kunne vende aldringsprocessen om, kurere allergier og hjælpe med vægttab.
I 1994 introducerede senator Harkin og senator Orrin Hatch Dietary Supplement Health and Education Act (DSHEA). Denne lov reducerede FDA's autoritet i forhold til at monitorere produkter solgt som "naturlige" behandlinger. Mærkningsstandarder blev lempet for at tillade påstande om at kosttilskud skulle være sundhedsgavnlige alene baseret på foreløbige studier der ikke undergik videnskabelige peer review, og loven gjorde det sværere for FDA hurtigt at tilbageholde produkter eller kræve bevis for sikkerhed, når noget tydede på at et produkt var skadeligt. Loven blev kendt som "The 1993 Snake Oil Protection Act" efter en New York Times-leder der gik under dette navn.
Senator Harkin brokkede sig over de "ubøjelige regler i randomiserede kliniske studier", og citerede sit brug af bi-pollen til behandling af sin allergi, som han påstod var effektiv, selvom det er biologisk umuligt og effektiviteten ikke blev fastslået ved brug af videnskabelige metoder. Senator Harkin hæveded at påstande om alternativ medicins effektivitet skal tillades ikke kun når der er uden konventionel videnskabelig testning, men også selv når der er biologisk umulige, "Det er ikke nødvendigt for den videnskabelige verden at forstå processen før den amerikanske befolkning kan nyde gavn af disse behandlingsformer." Efter gennemførelsen af loven, steg salget fra $4 milliarder i 1994 til $20 milliarder i slutningen af 2000, på samme tid som evidensen for dens mangel på effektivitet eller skadelige effekter voksede. Senator Harkin fik en offentligt fejde med den første OAM-direktør Joseph M. Jacobs og OAM-bestyrelsesmedlemmer fra den videnskabelige og biomedicinske verden. Jacobs' insisteren på grundig videnskabelig metodologi skabte problemer med Senator Harkin. Øget politisk modstand mod burgen af videnskabelig metodologi blev offentligt kritiseret af Jacobs og andre medlemmer af OAM's bestyrelse beklagede sig med at "nonsens har sivet ned til ethvert aspekt af dette kontor... Det er det eneste sted hvor holdninger sættes lig med data." I 1994 optrådte Senator Harkin på tv med kræftpatienter der påstod at Jacobs stod i vejen for deres tilgang til utestede kræftbehandlinger, hvilket førte Jacobs til at træde tilbage i frustration.
I 1995 blev Wayne Jonas, en fortaler for homøopati og politisk allieret med Senator Harkin, direktør for OAM, og fortsatte i denne rolle indtil 1999. I 1997 blev NCCAM's budget øget fra $12 millioner til $20 millioner årligt. Fra 1990 til 1997 blev brugen af alternativ behandlinger i USA øget med 25 %, men en tilsvarende stigning i udgifter på 50 %. OAM fik stigende kritik fra prominente dele af den videnskabelige verden, med breve adresseret til Senate Appropriations Committee, da diskussionen om at forny støtten til OAM startede.:175  Nobelprismodtageren Paul Berg skrev at det prestigefyldte NIH ikke skulle nedgraderes til at virke som et dække for kvaksalveri, og kaldte OAM for "en skændsel for seriøse videnskabsmænd".:175  Præsidenten for American Physical Society skrev klagende at myndighederne brugt penge på at teste produkter og praksisser der "forbrød sig mod basal fysiske love, og mere mindede om heksekunst.":175  I 1998 bad præsidenten for North Carolina Medical Association offentligt om at få lukket OAM.
I 1998 kom Harold Varmus, NIH-direktør og Nobelprismodtager, i konflikt med Senator Harking, ved at presse på for mere NIH-kontrol med forskningen inden for alternative behandlinger. NIH-direktøren placerede OAM under mere striks videnskabelig NIH-kontrol. Senator Harking svarede tilbage ved at gøre OAM til et selvstændigt "center" under NIH, tæt på at være det eget "institut", og ændrede navnet til National Center for Complementary and Alternative Medicine (NCCAM). NCCAM havde mandat til at promoverer en grundigere og videnskabelig tilgang til forskning i alternativ behandling, forskningstræning og karriereudvikling, rækkevidde og "integration". I 1999 blev NCCAM's budget øget fra $20 millioner til $50 millioner. Den amerikanske kongres godkendte disse bevillinger uden uoverensstemmelser. I 2000 blev budgettet øget til $68 millioner, i 2001 til $90 millioner, i 2002 til $104 millioner og i 2003 til $113 millioner.
I 2009, efter 17 års testning af myndigheder og have brugt næsten $2,5 milliarder på forskning der havde produceret nærmest ingen klare beviser for effektiviteten af alternative behandlinger, klage senator Harkin: "En af formålene med dette center var at undersøge og validere alternative tilgange. Helt ærligt, jeg skal sige det offentligt, at de ikke er lykkes. Jeg synes helt ærligt at dette center og i det foregående, har det meste af deres fokus været på at afkræfte ting mere end at undersøge og anerkende." Dele af den videnskabelige verden kritiserede denne kommentar som visende at senator Harkin ikke forstod helt basale principper i videnskabelige undersøgelser, der tester hypoteser, men aldrig bevidst prøver at "validerer tilgange". Dele af de videnskabelige og biomedicinske verdener klagede over, at efter 17 år, et forbrug på over $2,5 milliarder på testning and videnskabeligt og biologisk implausible praksisser, viste stort set ingen alternative behandlinger klar effektivitet. I 2009 blev NCCAM's budget øget til cirka $122 millioner. Samlet set steg NIH-støtten til KAM-forskning til $300 millioner i 2009. I 2009 brugte amerikanerne $34 milliarder årligt på KAM.
I 2012 udgav Journal of the American Medical Association (JAMA) af at studie efter studie blev økonomisk støttet af NCCAM, men "fejlede i at bevise at komplementære eller alternative behandlinger er mere end blot placebo". JAMA-kritikken pegede på et stort spild af forskningspenge på at teste videnskabelige usandsynlige behandlinger:
| Citat | NCCAM embedsmænd brugt $374.000 på at finde ud af at indånding af lime- og lavendeldufte ikke forbedre sårheling; $750.000 på at finde ud af, at bøn ikke kurerer AIDS eller gør helingen fra brystoperationer hurtigere; $390.000 på at finde ud af, at ældgamle indiske remedier ikke kan kontrollere type 2 diabetes; $700.000 på at finde ud af at magneter ikke kurerer gigt, karpaltunnelsyndrom, eller migræne-hovedpiner; og $406.000 til at finde ud at kaffelavementer ikke kurerer kræft i bugspytkirtlen. | Citat |
|       | |       |

Det blev pointeret at de negative resultater fra undersøgelserne generelt blev ignoreret af offentligheden, at folk fortsatte blev ved med at "tror hvad de ønsker at tro, at det ikke betyder noget hvad data viser: De ved hvad der virker for dem". Fortsat stigning af brugen af KAM-produkter blev også tilskrevet FDA's manglende evne til at regulere alternative produkter, når negative studier ikke resulterer i FDA-advarsler eller mandat til at FDA ændrer på mærkning, hvor kun nogle få forbrugere er opmærksomme på at mange af påstandene om mange tilskud ikke kan påvises i studier.
I 2014 blev NCCAM omdøbt til National Center for Complementary and Integrative Health (NCCIH) med et nyt charter der kræver 12 ud af 18 rådsmedlemmer skal vælges med en præference for at vælge førerende repræsentanter for komplementære eller alternative behandlinger, ni af medlemmerne skal være autoriserede udøvere af alternative behandlinger, seks medlemmer skal være ledere inden for offentlig politik, lov, sundhedspolitik, økonomi og management, og tre medlemmer skal repræsenterer interesserne for de individuelle forbrugere af komplementærer eller alternative behandlinger.

## Virkning
Der findes bred videnskabelig konsensus om at alternative behandlinger mangler den fornødne videnskabelige underbyggelse, og deres virkning er enten ikke bevist eller er modbevist. Mange af de påstande der findes om alternative behandlingers virkning er kontroversielle, eftersom forskningen ofte er af lav kvalitet og metodologisk fejlbehæftet. Selektivt fremviste resultater (publikationsbias), markante forskelle i produktionskvalitet og standardisering, samt nogle firmaers udokumenterede påstande, sætter alt sammen spørgsmålstegn ved effekten af alternative behandlinger.
The Scientific Review of Alternative Medicine peger på forvirringen i den brede befolkning - en person kan tilskrive symptomlindring til en ellers uvirksom behandling bare fordi vedkommende tager/gør noget (placeboeffekten); sygdommens cykliske natur (regressionsfejlslutning) eller en naturlig helbredelse af kroppen selv bliver fejlagtigt tilskrevet en alternativ behandling; en person diagnosticeret af en alternativ behandler har måske aldrig haft en virkelig sygdom og er derfor heller ikke blevet helbredt i lægevidenskabelig forstand.
Den britiske professor i alternativ medicin, Edzard Ernst, har karakteriseret evidensen for virkningen af mange alternative behandlingsmetoder som svage, ikke-eksisterende eller negative, og i 2011 fremlagde han et estimat, der sagde at kun omkring 7,4% af metoderne var baseret på "god evidens", selvom han mener det kan være en overvurdering. Ernst har konkluderet at 95% af alternative behandlinger han og hans hold har studeret, herunder akupunktur, urtemedicin, homøopati og refleksologi, "statistisk ikke kan skelnes fra placebobehandlinger", men han tror også der er noget brugbart konventionelle læger kan lære fra kiropraktorer og homøopater; nemlig den terapeutiske værdi af placeboeffekten, et af de mærkeligste fænomener indenfor lægekunsten.
I 2003 identificerede et projekt, finansieret af CDC, 207 par af lidelser med en tilhørende alternativ behandlingsmetode, hvor det viste sig at 58 % var blevet studeret i mindst ét randomiseret kontrolleret forsøg (RCT) og 23% var blevet vurderet via en metaanalyse, mens der for resten (18%) ikke fandtes nogen studier der underbyggede effekten. Ifølge en bogudgivelse fra 2005 af et panel fra det amerikanske Institute of Medicine, er antallet af RCT'ere med fokus på KAM steget dramatisk.
Pr.  2005 har Cochrane Library 145 KAM-relaterede Cochrane systematiske gennemgange, og 340 ikke-Cochrane systematiske gennemgange. En analyse af konklusionerne fra de 145 Cochrane-gennemgange blev lavet af to læsere. I 83 % af tilfældene var læserne enige om en bedømmelse. I de 17 % af tilfældene, hvor de ikke var enige, enedes en af de to med en tredje læser om en bedømmelse. Disse studier fandt for KAM, at 38,4 % konkluderede positiv effekt, 12,4 % konkluderede mulig positiv effekt, 4,8 % konkluderede ingen effekt, 0,7 % konkluderede skadelige effekter, og 56,6 % konkluderede utilstrækkelig evidens. En bedømmelse af konventionelle behandlinger fandt at 41,3 % konkluderede positive eller muligt positive effekter, 20 % konkluderede ingen effekter, 8,1 % konkluderede skadelige effekter og 21,3 % konkluderede utilstrækkelig evidens. Dog brugte KAM-gennemgangen en mere udviklet Cochrane-database fra 2004, mens den konventionelle gennemgang brugte den oprindelige database fra 1998.
På samme måde som for konventionelle terapier, stoffer, og interventioner, kan det være svært at teste effikasiteten af alternativ medicin i kliniske forsøg. I tilfælde hvor der allerede er en konventionel effektiv behandling for en lidelse, siger Helsinki-deklarationen, at det er uetisk at tilbageholde denne behandling i de fleste tilfælde. Ved at bruge standardbehandling i tillæg til en alternativ behandling der bliver testet, kan der skabes resultater, der er meget vanskelige at tyde.
Kræftforskeren Andrew J. Vickers har udtalt:
"I modsætning til hvad der ofte skrives både inden for og uden for videnskabelige kredse, er mange alternative kræftbehandlinger blevet undersøgt i kliniske forsøg af høj kvalitet, og de har vist sig at være uden virkning. Etiketten "uprøvet" er upassende for disse behandlingsformer; det er på tide at erklære, at mange alternative kræftbehandlinger er blevet "modbevidst"".
For at øge finansieringen i USA til forskning i alternative behandlingsformer er US National Center for Complementary and Alternative Medicine (NCCIH) blevet oprettet. NCCIH og dets forgænger, Office og Alternative Medicin (OAM), har brugt mere end $2,5 milliarder siden 1992; denne forskning har i store træk vist, at alternative behandlinger er uden nogen effekt.

## Kritik
Komplementær og alternativ medicin (KAM) er ikke i så høj grad testet som konventionel medicin, der undergår grundig testning før det frigives. Finansiering af videnskabelige undersøgelser er også sparsom, hvilket gør det svært at lave yderligere test af virkningen af KAM. Størstedelen af finansieringen af KAM kommer fra offentlige myndigheder. Påtænkt forskning i KAM afvises af de fleste private finansieringsfirmaer, fordi resultaterne af forskningen ikke er pålidelige. Forskningen inden for KAM skal leve op til visse standarder fra forskningsetikkomiteer, hvilket de fleste KAM-forskere synes er næsten umuligt. Selv med den lille forskning der er lavet på det, har det ikke været muligt at bevise at KAM er effektivt.
Steven Novella, en neurolog fra Yale School of Medicine, har udtalt, at statsfinansierede studier af alternativ behandling som supplement til konventionel behandling (integreret behandling) er "brugt til at kaste et skær af legitimitet over behandlinger der ikke er legitime." Marcia Angell har udtalt, at behandlingsmetoder kun skal klassificeres på baggrund af videnskabelig evidens, og hvis en behandling er blevet grundigt testet og fundet sikker og virkningsfuld, vil lægevidenskaben adoptere den underordnet om den blev anset som "alternativ" til at begynde med. Det er muligt at en metode kan skifte kategori (bevist vs. ikke-bevist), baseret på øget viden om dens virkning eller mangel herpå. En prominent tilhænger af denne tilgang er George D. Lundberg, tidligere redaktør på Journal of the American Medical Association (JAMA).
I et amerikansk tidsskrift for kræftforskning kom det i 1999 frem, at der i 1997 havde været sendt et brev underskrevet fire nobelprismodtagere og andre prominente videnskabsfolk til udvalget for folkesundhed og -sikkerhed i USA's senat, der beklagede manglen på kritisk tænkning og videnskabelig stringens i KAM-støttet forskning.
I marts 2009 rapporterede en journalist hos The Washington Post, at den kommende nationale diskussion om at øge adgangen til sundhedssystemet, forbedre medicinsk praksis og spare penge gav en gruppe forskere en åbning til at foreslå at lukke National Center for Complementary and Alternative Medicine. De citerede en af forskerne, Steven Salzberg, en genforsker og beregningsbiolog hos University of Maryland, for at sige "en af vores bekymringer er at National Institutes of Health (NIH) finansierer pseudovidenskab." De bemærkede at langt størstedelen af studierne var baseret på en fundamental misforståelse af fysiologi og sygdom, og har vist lille eller ingen effekt.
Forfattere såsom Carl Sagan, en anerkendt astrofysiker, fortaler for videnskabelig skepticisme og forfatter til The Demon-Haunted World: Science as a Candle in the Dark fra 1996, har stærkt kritiseret manglen på empirisk evidens for de formodede energifelter, der er basis for biofeltterapi.
Den amerikanske læge og sagfører Wallace Sampson (1930 – 2015) har også pointeret at KAM tolererede modsætninger uden gennemgående ræsonnement og eksperimenteren. Stephen Barrett, medstifter af den amerikanske organisation National Council Against Health Fraud, har pointeret at der er en politik hos National Institutes of Health om aldrig at sige at noget ikke virker, kun at en anden version eller dosis kan give andre resultater. Barrett har også udtrykt bekymring om, at bare fordi nogle "alternativer" har vist resultater, så virker det som om, at resten fortjener samme grad af hensyntagen og respekt, selvom de fleste er værdiløse, siden de alle klassificeres under den samme overskrift - alternativ behandling.
Nogle kritikere af alternative behandlinger er fokuseret på svindel, misinformation og kvaksalveri som et folkesundhedsproblem, især Wallace Sampson og Paul Kurtz, grundlæggerne af Scientific Review of Alternative Medicine, og Stephen Barrett. Årsager til at være mod alternativ behandling inkluderer:
- Den baserer sig normalt på religion, tradition, overtro, tro på overnaturlige energier, pseudovidenskab, logisk fejlslutninger, propaganda eller svindel.[8][12][15][235]
- Alternative behandlinger mangler typisk enhver form for videnskabelig underbyggelse, og deres effekt er enten uprøvet eller modbevist.[15][211][212]
- Behandlingerne er ikke en del af et konventionel, videnskabsbaseret sundhedssystem.[23][72][236][237]
- Forskning i alternative behandlinger er hyppigt af lav kvalitet eller metodologisk fejlbehæftede.[213][fuld kildeangivelse nødvendig]
- Hvor alternative behandlinger har erstattet konventionel videnskabsbasseret medicin, selv med den sikreste alternative behandling, har mangel på eller forsinkelse i brugen af konventionel videnskabsbaseret medicin været skyld i dødsfald.[238][239]
- Metoder kan inkorporere eller basere sig på folkemedicin, husmoderråd, spiritualitet, uvidenhed eller misforståelse af videnskabelige principper, logiske fejlslutninger eller nyopfundne metoder der påstås at kunne helbrede.[8][15][240]

Mange alternative behandlinger er ikke patenterbare,[kilde mangler] hvilket kan føre til mindre forskningsfinansiering fra den private sektor. I tillæg hertil kan alternative behandlinger (i modsætning til farmaceutika) markedsføres i de fleste lande uden bevis for deres virkning - også en hæmsko for producenter i forhold til at finansiere videnskabelig forskning.
Den engelske evolutionsbiolog Richard Dawkins definerede i sin bog A Devil's Chaplain fra 2003, alternativ medicin som et "sæt af praksisser der ikke kan blive testet, afviser at blive testet eller konsekvent dumper tests." Dawking argumenterede for at hvis en teknik demonstreres til at være virksom i ordentligt udførte forsøg, så stopper det med at være alternativt og bliver helt simpelt almindelig behandling.
KAM er ofte mindre reguleret end konventionel medicin. Der er etiske bekymringer om, hvorvidt folk der udfører KAM, har den rette viden til at behandle patienter. KAM udføres ofte af ikke-læger, der ikke arbejder med de samme autorisationslove som er styrende for konventionel medicin, og det beskrives ofte som et problem inden for spektret non-maleficence, altså det medicinske princip, at det kan være bedre at gøre ingenting end at gribe ind og måske forværre tilstanden.
I følge to forfattere, W. Sampson og K. Butler, er marketing en del af træningen der krævers inden for alternativ medicin, og propagandametoder i alternativ medicin kan spores tilbage til dem, der blev brugt af Adolf Hitler og Joseph Goebbels i deres promovering af pseudovidenskab inden for lægekunsten.
I november 2011 erklærede Edzard Ernst, at "niveauet af misinformation om alternativ medicin nu har nået et stade hvor det er blev farligt og uetisk. Indtil videre har alternativ medicin været en etik-fri zone. Det er på tide at ændre dette."
Et studie fra 2005 har undersøgt hvordan KAM på skiftende måde er blevet behandlet i fem prestigefyldte amerikanske lægefaglige tidskrifter i en periode med kraftig reorganisering inden for sundhedsområdet i USA (1965-1999). Studiet mener at vise, at sundhedsvæsenet har reageret på KAM's vækst i tre faser, og at i hver fase har ændringer i sundhedssektoren påvirket hvordan KAM er blevet behandlet i de fem tidsskrifter. Ændringerne i sundhedssektoren omfattede f.eks. nemmere offentlig autorisation af sundhedsprofessionelle, udviklingen af "managed care", stigende forbrugerisme, og grundlæggelsen af Office og Alternative Medicin (nu kaldt National Center for Complementary and Integrative Health under NIH). I "fordømmelsesfasen" fra slutningen af 1960'erne til de tidlige 1970'ere havde forskerne gjort grin med, overdrevet risikoen ved og bedt staten om at inddæmme KAM; i "revurderingsfasen" (midten af 1970'erne til tidlige 1990'ere), hvor øget forbrugerudnyttelse af KAM fremkaldte bekymring, undrede forskerne sig over om patientutilfredshed og mangler i den konventionelle behandling bidrog til denne trend; i "integrationsfasen" i 1990'erne begyndte læger at lære at arbejde uden om eller at administrere KAM og underkastelsen af KAM til videnskabelig kontrol er blevet den primære måde at kontrollere det på.
At kritikken af alternativ behandling afvises af dens tilhængere kan hænge sammen med en almenmenneskelig evne til at afvise kritik med henblik på at reducere den kognitive dissonans.

## Placeboeffekt
Brug af placebobehandlinger til at opnå en placeboeffekt i integreret medicin er blevet kritiseret for at "...aflede forskningstid, penge og andre ressourcer fra mere frugtbare undersøgelser for at forfølge en teori der ikke har basis inden for biologien." Fra forskerside findes der dog fortalere for at bruge kendte placebobehandlinger for at opnå en placeboeffekt. En undersøgelse af familielæger fra 2010 fandt, at 56 % af respondenterne også havde brugt placebo i klinisk praksis. 85 % af respondenterne mente, at placebo kan have både psykologiske og fysiske fordele.
R. Barker Bausell, ekspert i forskningsmetoder og forfatter til "Snake Oil Science: The Truth About Complementary and Alternative Medicine", har erklæret at "det er blevet politisk korrekt at undersøge nonsens." Der er i USA rejst kritik i forhold til om støtte til alternativ behandling fra det føderale National Institutes of Health bliver brugt til at give ubegrundet "legitimitet til behandlinger, der ikke er legitime."
Integreret medicin er blevet kritiseret for, at dets udøvere, trænet i videnskabsbaseret medicin, bevidst vildleder patienter ved at lade som om placebobehandlinger ikke er placebo. På engelsk bruges udtrykket "quackademic medicine" (sammentrækning af Quackery og Academic Medicine) nedsættende om integreret medicin, fordi nogle læger anser det som en infiltrering af kvaksalveri i lægevidenskaben.

## Brug og regulering

### Hyppighed i brugen af alternativ behandling
Omkring 50 % af befolkningen i udviklede lande bruger en eller anden form for alternativ behandling udover at bede for et godt helbred. En britisk telefonundersøgelse foretaget af BBC omfattende 1209 voksne mennesker i 1998 viste, at omkring 20% af voksne i Storbritannien havde brugt alternative behandlinger i de sidste 12 måneder. Blandt kræftpatienter bruger cirka 40 % en eller anden form for alternativ behandling. I følge forskning fra 2015 kan den stigende popularitet af alternativ behandling forklares ved ændret moral eller livsstil, snarere end økonomiske årsager.
I ulande er adgangen til essentiel medicin ofte kraftigt reduceret på grund af manglen på ressourcer og fattigdom. Folkemedicin, der ofte minder meget om eller danner basis for alternativ medicin, kan her være den vigtigste del af sundhedssystemet eller være en helt integreret del af det. F.eks. udgør folkemedicin i Afrika 80 % af de primære sundhedsydelser, og i ulande generelt har over en tredjedel af befolkningen ikke adgang til essentiel medicin.
At den alternative medicin har været i fremgang "i lande hvor vestlig videnskab og den videnskabelige metode generelt er accepteret som den vigtigste grundpille for sundhedssystemet, og evidensbaseret behandling er det dominerende paradigme" blev i 2004 beskrevet som et mysterium i Medical Journal of Australia.

#### I USA
Brugen af alternative behandlinger i USA mellem 1990 og 1997 steg med 50 % målt udgifter og 25 % målt i brug. En undersøgelse fra 2002 viste, at amerikanere brugte flere milliarder dollars på alternative behandlinger årligt. De fleste amerikanere bruger KAM til at behandle og/eller forhindre muskuloskeletale lidelser eller andre lidelser associeret med kronisk eller tilbagevendende smerte. I USA er kvinder mere tilbøjelige til at bruge KAM end mænd, med den største forskel i brugen af sind/krop-terapier, herunder bønner specifikt i sundhedsøjemed". I 2008 tilbød mere end 37 % af amerikanske hospitaler alternative behandlinger, mens det blot var 27 % i 2005 og 25 % i 2004. Mere end 70 % af hospitalerne der tilbyder KAM dækker byområder.
En undersøgelse af amerikanere fandt, at 88 % mente, at "der findes gode måder at behandle sygdom på, som lægevidenskaben ikke anerkender". Brug af magneter var det mest almindelige værktøj inden for healing i USA, og blandt brugerne af det, beskrev 58 % behandlingen som i det mindste "en smule videnskabeligt", selvom dette ikke er tilfældet ifølge videnskabelige studier. I 2002 havde mindst 60 % af alle amerikanske lægeuddannelser brugt i det mindste noget tid på at undervise i alternative behandlinger. Der blev undervist i "terapeutisk berøring" på mere end 100 uddannelsessteder i 75 lande, inden et eksperiment udført af skoleeleven Emily Rosa og publiceret i Journal of the American Medical Association i 1998 viste, at ingen af terapeuterne kunne mærke energifeltet fra hånden af en skjult forsøgsperson.

#### Specifikke behandlinger
Ifølge Sundheds- og Sygelighedsundersøgelsen (SUSY) 2005 var de mest anvendte alternative behandlingsmetoder i Danmark i 2005 "massage, osteopati og andre manipulative behandlinger", som 21,7% havde brugt på et tidspunkt. Dernæst kom zoneterapi, som 21,4 % havde brugt, akupunktur, som 16,6 % havde brugt, samt "healing og/eller clairvoyance", som 6 % havde brugt på et tidspunkt.
Danskernes "brug af alternativ behandling nogensinde" er steget fra 23,6% i 1987 til 52,8% i 2010.  I Danmark har undersøgelser desuden vist, at alternativ behandling er udbredt blandt medicinstuderende og sygeplejersker, som også af patienterne bliver bedt om at forholde sig til det.
De mest almindelige alternative behandlinger brugt i USA i 2002 var bønner (45 %), herbalisme (19 %), "deep breathing exercises" (12 %), meditation (8 %), kiropraktik (8 %), yoga (5-6 %), kropsterapi (5 %), ernæringsterapi (4 %), aktiv afspænding (3 %), orthomolekylær medicin (3 %) og visualisering (2 %).
I Storbritannien er de oftest brugte alternative terapier alexanderteknikken, aromaterapi, Bachs blomstermedicin og lignende, kropsterapier herunder massage, stressrådgivningsterapier, hypnoterapi, meditation, refleksologi, shiatsu, ayurveda, ernæringsterapi og yoga. Ayurvediske lægemidler er hovedsageligt plantebaserede med nogen brug af animalske produkter. Der findes bekymring for eventuel sundhedsfare med hensyn til brugen af urter der indeholder toksiske komponenter samt manglen på kvalitetskontrol under fremstillingen af ayurvedisk medicin.
I følge National Health Service (NHS) i England er de oftest brugte KAM-behandlinger der støttes af NHS i Storbritannien: akupunktur, aromaterapi, kiropraktik, homøopati, massage, osteopati og klinisk hypnoterapi.

#### Palliativ behandling
Komplementære behandlinger er ofte brugt i palliativ behandling eller i andre områder, hvor man behandler kroniske smerter hos patienter. Integreret medicin anses for mere acceptabelt på grund af den tværfaglige tilgang der bruges i lindrende behandling i forhold til andre områder indenfor medicin. Fra første færd i udviklingen af palliativ behandling har det været anset for vigtigt at placere patientens egne ønsker og vaner i centrum for ethvert design af plejen. Hvis patienten foretrak komplementære terapier, og så længe disse terapier gav yderligere støtte og ikke var til fare for patienten, blev de anset for acceptable. De ikke-farmakologiske interventioner i komplementær medicin kan bruge sind/krop-terapier designet til at "reducere smerte og samtidige humørsvingninger og øge livskvaliteten."

### Regulering
I Østrig og Tyskland er alternativ behandling hovedsageligt i hænderne på læger, og halvdelen eller flere af de amerikanske alternative behandlere er læger (MD). I Tyskland er urtemedicin stramt reguleret: halvdelen udskrives af læger og dækkes af sundhedsforsikringen.
Nogle alternative behandlingsformer, såsom kiropraktik, har opnået fuld anerkendelse i sundhedsvæsenet i Nordamerika og i andre dele af verden, og for andre behandlingsformer findes bestemmelser, der på flere måder minder om dem for konventionel medicin. I modsætning hertil er andre behandlingsformer kun delvist anerkendt og andre er slet ikke regulerede. Regulering og autorisation af alternative behandlinger varierer meget fra land til land eller fra stat til stat.
Statslige organer i USA og andre steder har udgivet information og vejledninger om alternativ behandling. For at imødegå svindel, har den amerikanske U.S. Food and Drug Administration (FDA) overfor forbrugerne udgivet advarsler, der vises på internettet. Dette omfatter blandt andet en sektion om svindel inden for alternativ medicin, såsom advarsler om, at ayurvediske præparater generelt ikke er blevet godkendt af FDA, når de bliver markedsført.

### Danske organisationer
- Sundhedsstyrelsens Råd vedrørende Alternativ Behandling (SRAB) er Sundhedsstyrelsens samarbejdsforum for myndigheder og alternative behandlere. Oprettet i 1985. Rådet er sammensat af repræsentanter fra alternative behandlerorganisationer, sundhedsmyndigheder og Forbrugerrådet. Har til formål at fremme dialogen mellem det etablerede sundhedsvæsen og alternative behandlere samt gensidigt udveksle informationer, erfaringer og meninger. SRAB ønsker at være et forum til inspiration og rådgivning for styrelser, ministerier og institutioner. [279]

- Registreret alternativ behandler (RAB) er en beskyttet titel, der kun må bruges af behandlere, der lever op til lovgivningens krav om uddannelse, etik, klagemulighed og god klinisk praksis. RAB er et resultat af "Lov om en brancheadministreret registreringsordning for alternative behandlere" og trådte i kraft 1. juni 2004. [280] Ordningen blev vedtaget for at skille skidt fra kanel, som det hed, og dermed hjælpe brugerne. Ordningen mødte dog også stor kritik, da den kunne ses som statens blåstempling af alternativ behandling, og flere anser ordningen for "rablende vanvittig" og at der ikke er tale om forbrugerbeskyttelse.[281]

- Videns- og Forskningscenter for Alternativ Behandling (ViFAB) var navnet på en offentlig institution under Ministeriet for Sundhed og Forebyggelse,[282] der blandt andet havde til formål at formidle saglig og neutral viden om alternativ behandling og uddele statslige forskningsmidler til forskning i alternativ behandling og naturmedicin. Centerets formidling skete primært gennem ViFABs hjemmeside, www.vifab.dk [283], herunder viden om forskellige alternative behandlingsformer, effekten af disse, statistik indenfor området mv. Centeret blev oprettet i 2000.

- Sammenslutningen for Alternative Behandlere (SAB) stiftet i 1984 med det formål at fremme samarbejde og udveksling af erfaringer på tværs af de forskellige alternative behandlingsformer. [284]

- Dansk Behandlerforbund er en tværfaglig brancheforening for autoriserede behandlere, alternative behandlere og øvrige sundhedsbehandlere, samt private uddannelses- og kursusudbydere indenfor det sundhedsfaglige brancheområde. Dansk Behandlerforbund er godkendt af Styrelsen for Patientsikkerhed til at registrere alternative behandlere under Styrelsens registreringsordning for alternative behandlere, også kaldet RAB-ordningen. Dansk Behandlerforbund har til formål at sikre konkurrence- og arbejdsmarkedsvilkår for behandlere i Danmark. Dansk Behandlerforbund er en del af sektorpartnerskabet under Erhvervsministeriet.[285]

## Interessekonflikter
Nogle kommentatorer har sagt at der skal lægges ekstra fokus på problemet med interessekonflikter i alternativ medicin. Den britiske professor i alternativ medicin Edzard Ernst har sagt, at de fleste forskere i alternativ medicin er i risiko for at være "ensidigt partiske" på grund af en generel ukritisk tro på deres område. Som underbyggelse nævner Ernst, at 100% af alle undersøgte akupunkturforsøg fra Kina havde positive konklusioner. Sammenlignet med evidensbaseret medicin, hvor forskere prøver at modbevise hypoteser, så mener den amerikanske kræftlæge David Gorski, at man i forskning baseret på pseudovidenskab derimod almindeligvis forsøger at bekræfte allerede eksisterende forestillinger. Harriet A. Hall, en amerikansk læge kritisk overfor alternativ behandling, mener at udgangspunktet for alternative behandlere og upartiske forskere er helt forskelligt. Eksempelvis vil en akupunktør have "meget at miste", hvis akupunktur blev afvist af forskningen, mens den upartiske skeptiker ikke ville miste noget, hvis effekten af akupunktur blev bekræftet; det at ændre holdning ville i stedet blive set som et bevis for skeptikerens upartiskhed.

## Risici

### Sikkerhed omkring alternativ behandling
Sikkerheden og virkningen af mange former for alternativ behandling er omstridt. Nogle alternative behandlinger er blevet forbundet med uventede bivirkninger, der kan være fatale.
Et ofte omtalt problem ved alternativ behandling er den måde hvorpå den bliver reguleret. Der er sket en betydelig udvikling med hensyn til, hvordan forhandlere af alternativ medicin bliver kontrolleret af myndighederne i Storbritannien og resten af EU i de senere år. På trods af dette er det blevet hævdet, at den nuværende kontrol fra myndighedernes side har været ineffektiv i forhold til at forhindre, at patienter bliver bedraget, fordi mange firmaer genmærker deres produkter, for at undgå de nye regler. Der findes ingen bred konsensus om hvordan man balancerer forbrugersikkerhed (i forhold til usande påstande, toksicitet og reklamering) med friheden til selv at vælge behandling.
Fortalere for alternativ behandling hævder, at regulering af industrien vil have en skadelig effekt på patienter der søger alternative veje til at behandle deres symptomer, selvom en stor del af virkningen kan bero på placebo-effekten. Nogle argumenterer for, at alternative lægemidler ikke skal være strengere reguleret end håndkøbsmedicin, der også kan være farlig i store doser (såsom paracetamol).

### Interaktion med konventionel farmaceutika
Udgaver af alternativ medicin der er biologisk aktiv kan være farlig, selv når det bruges sammen med konventionel medicin. Eksempler inkluderer immunforstærkningsterapi, hajbrusk, bioresonansterapi, oxygen- eller ozonterapier og insulinpotensering. Nogle urteremedier kan skabe farlige interaktioner med kemoterapistoffer, strålebehandling eller bedøvelsesmidler under operation blandt andre problemer. Et anektodisk eksempel på disse farer blev beskrevet af associate professor Alastair MacLennan fra Adelaide University i Australien, omhandlende en patient der næsten forblødte på operationsbordet efter at have glemt at fortælle, at hun havde taget "naturmikstur" for at "opbygge hendes styrke" inden operationen, herunder et kraftfuldt antikoagulationsmiddel der næsten var skyld i hendes død.
Til ABC Online fortalte MacLennan også om en anden mulig mekanisme:
Og endelig er der kynismen og skuffelsen og depressionen som nogle patienter føler af at gå fra den ene alternative behandling til den næste, når placeboeffekten efter tre måneder forsvinder og de derfor skuffede går videre til den næste. De er altså skuffede og desillusionerede, hvilket kan skabe depression og gøre en eventuel konventionel behandling af patienten svær, fordi man måske ikke kan få patienten til at overholde behandlingen, fordi vedkommende har oplevet fiasko så mange gange tidligere.

### Potentielle bivirkninger
Konventionelle behandlinger undergår test for uønskede bivirkninger, hvor alternative behandlinger generelt set ikke testes overhovedet. Enhver behandling, hvad enten den er konventionel eller alternativ, der har en biologisk eller psykologisk effekt på en patient, kan også have potentialet til at indeholde farlige biologiske eller psykologiske bivirkninger. Forsøg på at afvise dette faktum med hensyn til alternativ behandling, bruger undertiden appel til naturen-fejlslutningen, altså "at det der er naturligt ikke kan være skadeligt." Specifikke grupper af patienter, såsom patienter med forringet lever- eller nyrefunktion, er mere modtagelige over for bivirkninger fra alternative remedier.
En undtagelse fra den normale tankegang vedrørende bivirkninger er homøopati. Siden 1938 har den amerikanske lægemiddelmyndighed FDA reguleret homøopatiske produkter på "flere signifikant anderledes måder end andre medikamenter." Homøopatiske præparater, kaldet "remedier", er ekstremt fortyndede, ofte langt forbi det punkt hvor et enkelt molekyle fra den oprindelige aktive (og muligvis toksiske) ingrediens forventes at være tilbage. De er derfor ofte ufarlige at købe i håndkøb, men "deres produkter er en afvigelse fra gode fremstillingskrav med hensyn til udløbsdato og i forhold til produkttestning af identitet og styrke", og deres alkoholkoncentrationer kan være meget højere end hvad der er tilladt i konventionelle lægemidler.

### Forsinket behandling
De der har oplevet eller overværet succes med en alternativ behandlingsform for en mindre lidelse kan blive overbevist om dens effektivitet og derefter blive overbevist om at succesen kan overføres til andre alternative behandlingsmetoder, der dækker mere alvorlig og muligvis livstruende sygdomme. Af denne årsag hævder kritikere, at behandlingsformer der er afhængig af placebo-effekten som forklaring for sin succes er meget farlige. I følge Scott Lilienfeld, en journalist med speciale i mental sundhed, kan "ikke-validerede eller videnskabeligt uunderbyggede mentale behandlingsmetoder føre til, at enkeltpersoner afstår fra effektive behandlinger" og regner dette for en "offeromkostning". Individer der bruger store mængder af tid og penge på ineffektive behandlinger kan ende med meget lidt af begge, og må måske afskrive sig fra muligheden for at få behandlinger der kunne være mere hjælpsomme. Kort sagt, selv harmløse behandlinger kan indirekte producere negative resultater. Mellem 2001 og 2003 døde fire børn i Australien, fordi deres forældre valgte ineffektive naturopatiske, homøopatiske eller andre alternative behandlinger og diæter, i stedet for konventionelle behandlinger.

### Ukonventionelle "behandlinger" for kræft
Der har altid været "mange behandlinger tilbudt uden for de konventionelle kræftbehandlingscentre, og baseret på teorier der ikke findes i biomedicin. Disse alternative kræftkure er ofte blevet beskrevet som 'uprøvede', hvilket antyder at passende kliniske forsøg ikke er blevet udført og at den terapeutiske værdi af disse behandlinger er ukendt." Men "mange alternative kræftbehandlinger er blevet undersøgt i veludførte kliniske forsøg, og de har vist sig at være ineffektive...Etiketten 'uprøvet' er upassende for sådanne behandlinger; det er på tide at oplyse om at mange alternative kræftbehandlinger er blevet 'modbevist'."
Edzard Ernst har udtalt:
...enhver alternativ kræftkur er per definition fup. Der vil aldrig være en alternativ kræftkur. Hvorfor? Fordi hvis noget ser halvvejs brugbart ud, så vil konventionel onkologi granske det, og hvis der var noget om det, ville det blive konventionelt næsten automatisk og meget hurtigt. Alle helbredende "alternative kræftkure" er baseret på usande påstande, er fup, og, vil jeg påstå, endda forbryderiske.

## Galleri
- Kristen håndspålæggelse, bønner og healing.
- I ayurvedisk medicin skal balancen mellem tre primære energier være i orden for at sikre et godt helbred.
- Lægeplanter i et traditionelt spansk marked.
- Folkemedicin i Madagaskar.
- Diverse tørrede planter og dyredele brugt i traditionel kinesisk medicin.
- Shaman-healer i Sonora, Mexico.
- Phytoterapi: gravering af en Magnolia-plante i Jacob Bigelows American Medical Botany (1817).

## Yderligere litteratur
- Bausell, R.B (2007). Snake oil science : the truth about complementary and alternative medicine. Oxford University Press. ISBN 9780195313680.
- Benedetti, F.;  et al. (2003). "Open versus hidden medical treatments: The patient's knowledge about a therapy affects the therapy outcome". Prevention & Treatment. 6 (1). doi:10.1037/1522-3736.6.1.61a.
- Dawkins, R. (2001). "Foreword".  I Diamond, J. (red.). Snake Oil and Other Preoccupations. London: Vintage. ISBN 9780099428336. Reprinted in Dawkins 2003.
- Downing AM, Hunter DG (2003). "Validating clinical reasoning: A question of perspective, but whose perspective?". Manual Therapy. 8 (2): 117-19. doi:10.1016/S1356-689X(02)00077-2. PMID 12890440.
- Eisenberg DM (juli 1997). "Advising patients who seek alternative medical therapies". Annals of Internal Medicine. 127 (1): 61-69. doi:10.7326/0003-4819-127-1-199707010-00010. PMID 9214254.
- Gunn IP (december 1998). "A critique of Michael L. Millenson's book, Demanding Medical Excellence: Doctors and Accountability in the Information Age, and its Relevance to CRNAs and Nursing". AANA Journal. American Association of Nurse Anesthetists. 66 (6): 575-82. ISSN 0094-6354. PMID 10488264.
- Hand, W.D. (1980). "Folk Magical Medicine and Symbolism in the West". Magical Medicine. Berkeley: University of California Press. s. 305–19. ISBN 9780520041295. OCLC 6420468.
- Illich, I. (1976). Limits to Medicine: Medical Nemesis: The Expropriation of Health. Penguin. ISBN 9780140220094. OCLC 4134656.
- Mayo Clinic (2007). Mayo Clinic Book of Alternative Medicine: The New Approach to Using the Best of Natural Therapies and Conventional Medicine. Parsippany, New Jersey: Time Home Entertainment. ISBN 9781933405926.
- Stevens, P., Jr. (november-december 2001). "Magical thinking in complementary and alternative medicine". Skeptical Inquirer.{{cite journal}}:  CS1-vedligeholdelse: Dato-format (link)
- Planer, F.E. (1988). Superstition (Rev. udgave). Buffalo, New York: Prometheus Books. ISBN 9780879754945. OCLC 18616238.
- Rosenfeld, A. (c. 2000). "Where Do Americans Go for Healthcare?". Cleveland, Ohio: Case Western Reserve University. Arkiveret fra originalen 9. maj 2006. Hentet 2010-09-23.
- Snyder, Mariah; Lindquist, Ruth (maj 2001). "Issues in Complementary Therapies: How We Got to Where We Are". Online Journal of Issues in Nursing. 6 (2). Arkiveret fra originalen 3. februar 2017. Hentet 20. februar 2018.
- Tonelli MR (2001). "The limits of evidence-based medicine". Respiratory Care. 46 (12): 1435-40, discussion 1440–1. PMID 11728302.
- Trivieri, L. Jr. (2002).  Anderson, J.W. (red.). Alternative Medicine: The Definitive Guide. Berkeley: Ten Speed Press. ISBN 9781587611414.
- Wisneski, L.A.;  et al. (2005). The scientific basis of integrative medicine. CRC Press. ISBN 9780849320811.
- Zalewski, Z. (1999). "Importance of philosophy of science to the history of medical thinking". CMJ. 40 (1): 8-13. Arkiveret fra originalen 2004-02-06.

### Verdenssundhedsorganisationen
- General Guidelines for Methodologies on Research and Evaluation of Traditional Medicine (PDF). Vol. WHO/EDM/TRM/2001.1. Geneva: World Health Organization (WHO). 2000. This document is not a formal publication of the WHO. The views expressed in documents by named authors are solely the responsibility of those authors.
- WHO Guidelines on Basic Training and Safety in Chiropractic (PDF). Geneva: WHO. 2005. ISBN 9241593717.
- WHO Kobe Centre; Bodeker, G.;  et al. (2005). WHO Global Atlas of Traditional, Complementary and Alternative Medicine. WHO. ISBN 9789241562867. Summary.

### Tidsskrifter
- Alternative Therapies in Health and Medicine. Aliso Viejo, California : InnoVision Communications, c1995- NLM ID: 9502013 Arkiveret 12. juni 2018 hos  Wayback Machine
- Alternative Medicine Review: A Journal of Clinical Therapeutics. Sandpoint, Idaho : Thorne Research, c. 1996 NLM ID: 9705340 Arkiveret 12. juni 2018 hos  Wayback Machine
- BMC Complementary and Alternative Medicine Arkiveret 24. september 2015 hos  Wayback Machine. London: BioMed Central, 2001 NLM ID: 101088661 Arkiveret 12. juni 2018 hos  Wayback Machine
- Complementary Therapies in Medicine. Edinburgh ; New York : Churchill Livingstone, c. 1993 NLM ID: 9308777 Arkiveret 12. juni 2018 hos  Wayback Machine
- Evidence Based Complementary and Alternative Medicine: eCAM. New York: Hindawi, c. 2004 NLM ID: 101215021 Arkiveret 14. september 2018 hos  Wayback Machine
- Forschende Komplementärmedizin / Research in Complementary Medicine
- Journal of Integrative Medicine Arkiveret 29. marts 2018 hos  Wayback Machine
- Journal for Alternative and Complementary Medicine New York : Mary Ann Liebert, c. 1995
- Scientific Review of Alternative Medicine (SRAM) Arkiveret 22. august 2010 hos  Wayback Machine

### Kritik
- What is Complementary and Alternative Medicine? – Steven Novella, Maryland
- "Alternative" health practice – Skeptic's Dictionary
- Quackwatch.org – Stephen Barrett
- Purday, K.M. (2009-01-27). "Review – Healing, Hype, or Harm? A Critical Analysis of Complementary or Alternative Medicine, by Edzard Ernst (Editor)". Metapsychology online reviews. 13 (5). Arkiveret fra originalen 25. september 2010. Hentet 20. februar 2018.
- What's the harm? Website created by Tim Farley listing cases of people harmed by various alternative treatments
- The Alternative Medicine Racket A video investigation of state-supported quackery at the National Institutes of Health. – Reason TV